# Case faible
Cet article utilise la notation algébrique pour décrire des coups du jeu d'échecs.
|   | a | b | c | d | e | f | g | h |   |
| 8 | Tour noire sur case blanche c8 · Tour noire sur case noire f8 · Roi noir sur case blanche g8 · Pion noir sur case blanche b7 · Fou noir sur case blanche d7 · Pion noir sur case noire e7 · Pion noir sur case blanche f7 · Fou noir sur case noire g7 · Pion noir sur case blanche h7 · Pion noir sur case blanche a6 · Pion noir sur case noire d6 · Cavalier noir sur case noire f6 · Pion noir sur case blanche g6 · Fou blanc sur case noire h6 · Dame noire sur case noire a5 · Cavalier noir sur case noire e5 · Cavalier blanc sur case noire d4 · Pion blanc sur case blanche e4 · Pion blanc sur case blanche g4 · Fou blanc sur case blanche b3 · Cavalier blanc sur case noire c3 · Pion blanc sur case blanche f3 · Pion blanc sur case blanche a2 · Pion blanc sur case noire b2 · Pion blanc sur case blanche c2 · Dame blanche sur case noire d2 · Pion blanc sur case noire h2 · Roi blanc sur case blanche b1 · Tour blanche sur case blanche d1 · Tour blanche sur case blanche h1 | Tour noire sur case blanche c8 · Tour noire sur case noire f8 · Roi noir sur case blanche g8 · Pion noir sur case blanche b7 · Fou noir sur case blanche d7 · Pion noir sur case noire e7 · Pion noir sur case blanche f7 · Fou noir sur case noire g7 · Pion noir sur case blanche h7 · Pion noir sur case blanche a6 · Pion noir sur case noire d6 · Cavalier noir sur case noire f6 · Pion noir sur case blanche g6 · Fou blanc sur case noire h6 · Dame noire sur case noire a5 · Cavalier noir sur case noire e5 · Cavalier blanc sur case noire d4 · Pion blanc sur case blanche e4 · Pion blanc sur case blanche g4 · Fou blanc sur case blanche b3 · Cavalier blanc sur case noire c3 · Pion blanc sur case blanche f3 · Pion blanc sur case blanche a2 · Pion blanc sur case noire b2 · Pion blanc sur case blanche c2 · Dame blanche sur case noire d2 · Pion blanc sur case noire h2 · Roi blanc sur case blanche b1 · Tour blanche sur case blanche d1 · Tour blanche sur case blanche h1 | Tour noire sur case blanche c8 · Tour noire sur case noire f8 · Roi noir sur case blanche g8 · Pion noir sur case blanche b7 · Fou noir sur case blanche d7 · Pion noir sur case noire e7 · Pion noir sur case blanche f7 · Fou noir sur case noire g7 · Pion noir sur case blanche h7 · Pion noir sur case blanche a6 · Pion noir sur case noire d6 · Cavalier noir sur case noire f6 · Pion noir sur case blanche g6 · Fou blanc sur case noire h6 · Dame noire sur case noire a5 · Cavalier noir sur case noire e5 · Cavalier blanc sur case noire d4 · Pion blanc sur case blanche e4 · Pion blanc sur case blanche g4 · Fou blanc sur case blanche b3 · Cavalier blanc sur case noire c3 · Pion blanc sur case blanche f3 · Pion blanc sur case blanche a2 · Pion blanc sur case noire b2 · Pion blanc sur case blanche c2 · Dame blanche sur case noire d2 · Pion blanc sur case noire h2 · Roi blanc sur case blanche b1 · Tour blanche sur case blanche d1 · Tour blanche sur case blanche h1 | Tour noire sur case blanche c8 · Tour noire sur case noire f8 · Roi noir sur case blanche g8 · Pion noir sur case blanche b7 · Fou noir sur case blanche d7 · Pion noir sur case noire e7 · Pion noir sur case blanche f7 · Fou noir sur case noire g7 · Pion noir sur case blanche h7 · Pion noir sur case blanche a6 · Pion noir sur case noire d6 · Cavalier noir sur case noire f6 · Pion noir sur case blanche g6 · Fou blanc sur case noire h6 · Dame noire sur case noire a5 · Cavalier noir sur case noire e5 · Cavalier blanc sur case noire d4 · Pion blanc sur case blanche e4 · Pion blanc sur case blanche g4 · Fou blanc sur case blanche b3 · Cavalier blanc sur case noire c3 · Pion blanc sur case blanche f3 · Pion blanc sur case blanche a2 · Pion blanc sur case noire b2 · Pion blanc sur case blanche c2 · Dame blanche sur case noire d2 · Pion blanc sur case noire h2 · Roi blanc sur case blanche b1 · Tour blanche sur case blanche d1 · Tour blanche sur case blanche h1 | Tour noire sur case blanche c8 · Tour noire sur case noire f8 · Roi noir sur case blanche g8 · Pion noir sur case blanche b7 · Fou noir sur case blanche d7 · Pion noir sur case noire e7 · Pion noir sur case blanche f7 · Fou noir sur case noire g7 · Pion noir sur case blanche h7 · Pion noir sur case blanche a6 · Pion noir sur case noire d6 · Cavalier noir sur case noire f6 · Pion noir sur case blanche g6 · Fou blanc sur case noire h6 · Dame noire sur case noire a5 · Cavalier noir sur case noire e5 · Cavalier blanc sur case noire d4 · Pion blanc sur case blanche e4 · Pion blanc sur case blanche g4 · Fou blanc sur case blanche b3 · Cavalier blanc sur case noire c3 · Pion blanc sur case blanche f3 · Pion blanc sur case blanche a2 · Pion blanc sur case noire b2 · Pion blanc sur case blanche c2 · Dame blanche sur case noire d2 · Pion blanc sur case noire h2 · Roi blanc sur case blanche b1 · Tour blanche sur case blanche d1 · Tour blanche sur case blanche h1 | Tour noire sur case blanche c8 · Tour noire sur case noire f8 · Roi noir sur case blanche g8 · Pion noir sur case blanche b7 · Fou noir sur case blanche d7 · Pion noir sur case noire e7 · Pion noir sur case blanche f7 · Fou noir sur case noire g7 · Pion noir sur case blanche h7 · Pion noir sur case blanche a6 · Pion noir sur case noire d6 · Cavalier noir sur case noire f6 · Pion noir sur case blanche g6 · Fou blanc sur case noire h6 · Dame noire sur case noire a5 · Cavalier noir sur case noire e5 · Cavalier blanc sur case noire d4 · Pion blanc sur case blanche e4 · Pion blanc sur case blanche g4 · Fou blanc sur case blanche b3 · Cavalier blanc sur case noire c3 · Pion blanc sur case blanche f3 · Pion blanc sur case blanche a2 · Pion blanc sur case noire b2 · Pion blanc sur case blanche c2 · Dame blanche sur case noire d2 · Pion blanc sur case noire h2 · Roi blanc sur case blanche b1 · Tour blanche sur case blanche d1 · Tour blanche sur case blanche h1 | Tour noire sur case blanche c8 · Tour noire sur case noire f8 · Roi noir sur case blanche g8 · Pion noir sur case blanche b7 · Fou noir sur case blanche d7 · Pion noir sur case noire e7 · Pion noir sur case blanche f7 · Fou noir sur case noire g7 · Pion noir sur case blanche h7 · Pion noir sur case blanche a6 · Pion noir sur case noire d6 · Cavalier noir sur case noire f6 · Pion noir sur case blanche g6 · Fou blanc sur case noire h6 · Dame noire sur case noire a5 · Cavalier noir sur case noire e5 · Cavalier blanc sur case noire d4 · Pion blanc sur case blanche e4 · Pion blanc sur case blanche g4 · Fou blanc sur case blanche b3 · Cavalier blanc sur case noire c3 · Pion blanc sur case blanche f3 · Pion blanc sur case blanche a2 · Pion blanc sur case noire b2 · Pion blanc sur case blanche c2 · Dame blanche sur case noire d2 · Pion blanc sur case noire h2 · Roi blanc sur case blanche b1 · Tour blanche sur case blanche d1 · Tour blanche sur case blanche h1 | Tour noire sur case blanche c8 · Tour noire sur case noire f8 · Roi noir sur case blanche g8 · Pion noir sur case blanche b7 · Fou noir sur case blanche d7 · Pion noir sur case noire e7 · Pion noir sur case blanche f7 · Fou noir sur case noire g7 · Pion noir sur case blanche h7 · Pion noir sur case blanche a6 · Pion noir sur case noire d6 · Cavalier noir sur case noire f6 · Pion noir sur case blanche g6 · Fou blanc sur case noire h6 · Dame noire sur case noire a5 · Cavalier noir sur case noire e5 · Cavalier blanc sur case noire d4 · Pion blanc sur case blanche e4 · Pion blanc sur case blanche g4 · Fou blanc sur case blanche b3 · Cavalier blanc sur case noire c3 · Pion blanc sur case blanche f3 · Pion blanc sur case blanche a2 · Pion blanc sur case noire b2 · Pion blanc sur case blanche c2 · Dame blanche sur case noire d2 · Pion blanc sur case noire h2 · Roi blanc sur case blanche b1 · Tour blanche sur case blanche d1 · Tour blanche sur case blanche h1 | 8 |
| 7 | Tour noire sur case blanche c8 · Tour noire sur case noire f8 · Roi noir sur case blanche g8 · Pion noir sur case blanche b7 · Fou noir sur case blanche d7 · Pion noir sur case noire e7 · Pion noir sur case blanche f7 · Fou noir sur case noire g7 · Pion noir sur case blanche h7 · Pion noir sur case blanche a6 · Pion noir sur case noire d6 · Cavalier noir sur case noire f6 · Pion noir sur case blanche g6 · Fou blanc sur case noire h6 · Dame noire sur case noire a5 · Cavalier noir sur case noire e5 · Cavalier blanc sur case noire d4 · Pion blanc sur case blanche e4 · Pion blanc sur case blanche g4 · Fou blanc sur case blanche b3 · Cavalier blanc sur case noire c3 · Pion blanc sur case blanche f3 · Pion blanc sur case blanche a2 · Pion blanc sur case noire b2 · Pion blanc sur case blanche c2 · Dame blanche sur case noire d2 · Pion blanc sur case noire h2 · Roi blanc sur case blanche b1 · Tour blanche sur case blanche d1 · Tour blanche sur case blanche h1 | Tour noire sur case blanche c8 · Tour noire sur case noire f8 · Roi noir sur case blanche g8 · Pion noir sur case blanche b7 · Fou noir sur case blanche d7 · Pion noir sur case noire e7 · Pion noir sur case blanche f7 · Fou noir sur case noire g7 · Pion noir sur case blanche h7 · Pion noir sur case blanche a6 · Pion noir sur case noire d6 · Cavalier noir sur case noire f6 · Pion noir sur case blanche g6 · Fou blanc sur case noire h6 · Dame noire sur case noire a5 · Cavalier noir sur case noire e5 · Cavalier blanc sur case noire d4 · Pion blanc sur case blanche e4 · Pion blanc sur case blanche g4 · Fou blanc sur case blanche b3 · Cavalier blanc sur case noire c3 · Pion blanc sur case blanche f3 · Pion blanc sur case blanche a2 · Pion blanc sur case noire b2 · Pion blanc sur case blanche c2 · Dame blanche sur case noire d2 · Pion blanc sur case noire h2 · Roi blanc sur case blanche b1 · Tour blanche sur case blanche d1 · Tour blanche sur case blanche h1 | Tour noire sur case blanche c8 · Tour noire sur case noire f8 · Roi noir sur case blanche g8 · Pion noir sur case blanche b7 · Fou noir sur case blanche d7 · Pion noir sur case noire e7 · Pion noir sur case blanche f7 · Fou noir sur case noire g7 · Pion noir sur case blanche h7 · Pion noir sur case blanche a6 · Pion noir sur case noire d6 · Cavalier noir sur case noire f6 · Pion noir sur case blanche g6 · Fou blanc sur case noire h6 · Dame noire sur case noire a5 · Cavalier noir sur case noire e5 · Cavalier blanc sur case noire d4 · Pion blanc sur case blanche e4 · Pion blanc sur case blanche g4 · Fou blanc sur case blanche b3 · Cavalier blanc sur case noire c3 · Pion blanc sur case blanche f3 · Pion blanc sur case blanche a2 · Pion blanc sur case noire b2 · Pion blanc sur case blanche c2 · Dame blanche sur case noire d2 · Pion blanc sur case noire h2 · Roi blanc sur case blanche b1 · Tour blanche sur case blanche d1 · Tour blanche sur case blanche h1 | Tour noire sur case blanche c8 · Tour noire sur case noire f8 · Roi noir sur case blanche g8 · Pion noir sur case blanche b7 · Fou noir sur case blanche d7 · Pion noir sur case noire e7 · Pion noir sur case blanche f7 · Fou noir sur case noire g7 · Pion noir sur case blanche h7 · Pion noir sur case blanche a6 · Pion noir sur case noire d6 · Cavalier noir sur case noire f6 · Pion noir sur case blanche g6 · Fou blanc sur case noire h6 · Dame noire sur case noire a5 · Cavalier noir sur case noire e5 · Cavalier blanc sur case noire d4 · Pion blanc sur case blanche e4 · Pion blanc sur case blanche g4 · Fou blanc sur case blanche b3 · Cavalier blanc sur case noire c3 · Pion blanc sur case blanche f3 · Pion blanc sur case blanche a2 · Pion blanc sur case noire b2 · Pion blanc sur case blanche c2 · Dame blanche sur case noire d2 · Pion blanc sur case noire h2 · Roi blanc sur case blanche b1 · Tour blanche sur case blanche d1 · Tour blanche sur case blanche h1 | Tour noire sur case blanche c8 · Tour noire sur case noire f8 · Roi noir sur case blanche g8 · Pion noir sur case blanche b7 · Fou noir sur case blanche d7 · Pion noir sur case noire e7 · Pion noir sur case blanche f7 · Fou noir sur case noire g7 · Pion noir sur case blanche h7 · Pion noir sur case blanche a6 · Pion noir sur case noire d6 · Cavalier noir sur case noire f6 · Pion noir sur case blanche g6 · Fou blanc sur case noire h6 · Dame noire sur case noire a5 · Cavalier noir sur case noire e5 · Cavalier blanc sur case noire d4 · Pion blanc sur case blanche e4 · Pion blanc sur case blanche g4 · Fou blanc sur case blanche b3 · Cavalier blanc sur case noire c3 · Pion blanc sur case blanche f3 · Pion blanc sur case blanche a2 · Pion blanc sur case noire b2 · Pion blanc sur case blanche c2 · Dame blanche sur case noire d2 · Pion blanc sur case noire h2 · Roi blanc sur case blanche b1 · Tour blanche sur case blanche d1 · Tour blanche sur case blanche h1 | Tour noire sur case blanche c8 · Tour noire sur case noire f8 · Roi noir sur case blanche g8 · Pion noir sur case blanche b7 · Fou noir sur case blanche d7 · Pion noir sur case noire e7 · Pion noir sur case blanche f7 · Fou noir sur case noire g7 · Pion noir sur case blanche h7 · Pion noir sur case blanche a6 · Pion noir sur case noire d6 · Cavalier noir sur case noire f6 · Pion noir sur case blanche g6 · Fou blanc sur case noire h6 · Dame noire sur case noire a5 · Cavalier noir sur case noire e5 · Cavalier blanc sur case noire d4 · Pion blanc sur case blanche e4 · Pion blanc sur case blanche g4 · Fou blanc sur case blanche b3 · Cavalier blanc sur case noire c3 · Pion blanc sur case blanche f3 · Pion blanc sur case blanche a2 · Pion blanc sur case noire b2 · Pion blanc sur case blanche c2 · Dame blanche sur case noire d2 · Pion blanc sur case noire h2 · Roi blanc sur case blanche b1 · Tour blanche sur case blanche d1 · Tour blanche sur case blanche h1 | Tour noire sur case blanche c8 · Tour noire sur case noire f8 · Roi noir sur case blanche g8 · Pion noir sur case blanche b7 · Fou noir sur case blanche d7 · Pion noir sur case noire e7 · Pion noir sur case blanche f7 · Fou noir sur case noire g7 · Pion noir sur case blanche h7 · Pion noir sur case blanche a6 · Pion noir sur case noire d6 · Cavalier noir sur case noire f6 · Pion noir sur case blanche g6 · Fou blanc sur case noire h6 · Dame noire sur case noire a5 · Cavalier noir sur case noire e5 · Cavalier blanc sur case noire d4 · Pion blanc sur case blanche e4 · Pion blanc sur case blanche g4 · Fou blanc sur case blanche b3 · Cavalier blanc sur case noire c3 · Pion blanc sur case blanche f3 · Pion blanc sur case blanche a2 · Pion blanc sur case noire b2 · Pion blanc sur case blanche c2 · Dame blanche sur case noire d2 · Pion blanc sur case noire h2 · Roi blanc sur case blanche b1 · Tour blanche sur case blanche d1 · Tour blanche sur case blanche h1 | Tour noire sur case blanche c8 · Tour noire sur case noire f8 · Roi noir sur case blanche g8 · Pion noir sur case blanche b7 · Fou noir sur case blanche d7 · Pion noir sur case noire e7 · Pion noir sur case blanche f7 · Fou noir sur case noire g7 · Pion noir sur case blanche h7 · Pion noir sur case blanche a6 · Pion noir sur case noire d6 · Cavalier noir sur case noire f6 · Pion noir sur case blanche g6 · Fou blanc sur case noire h6 · Dame noire sur case noire a5 · Cavalier noir sur case noire e5 · Cavalier blanc sur case noire d4 · Pion blanc sur case blanche e4 · Pion blanc sur case blanche g4 · Fou blanc sur case blanche b3 · Cavalier blanc sur case noire c3 · Pion blanc sur case blanche f3 · Pion blanc sur case blanche a2 · Pion blanc sur case noire b2 · Pion blanc sur case blanche c2 · Dame blanche sur case noire d2 · Pion blanc sur case noire h2 · Roi blanc sur case blanche b1 · Tour blanche sur case blanche d1 · Tour blanche sur case blanche h1 | 7 |
| 6 | Tour noire sur case blanche c8 · Tour noire sur case noire f8 · Roi noir sur case blanche g8 · Pion noir sur case blanche b7 · Fou noir sur case blanche d7 · Pion noir sur case noire e7 · Pion noir sur case blanche f7 · Fou noir sur case noire g7 · Pion noir sur case blanche h7 · Pion noir sur case blanche a6 · Pion noir sur case noire d6 · Cavalier noir sur case noire f6 · Pion noir sur case blanche g6 · Fou blanc sur case noire h6 · Dame noire sur case noire a5 · Cavalier noir sur case noire e5 · Cavalier blanc sur case noire d4 · Pion blanc sur case blanche e4 · Pion blanc sur case blanche g4 · Fou blanc sur case blanche b3 · Cavalier blanc sur case noire c3 · Pion blanc sur case blanche f3 · Pion blanc sur case blanche a2 · Pion blanc sur case noire b2 · Pion blanc sur case blanche c2 · Dame blanche sur case noire d2 · Pion blanc sur case noire h2 · Roi blanc sur case blanche b1 · Tour blanche sur case blanche d1 · Tour blanche sur case blanche h1 | Tour noire sur case blanche c8 · Tour noire sur case noire f8 · Roi noir sur case blanche g8 · Pion noir sur case blanche b7 · Fou noir sur case blanche d7 · Pion noir sur case noire e7 · Pion noir sur case blanche f7 · Fou noir sur case noire g7 · Pion noir sur case blanche h7 · Pion noir sur case blanche a6 · Pion noir sur case noire d6 · Cavalier noir sur case noire f6 · Pion noir sur case blanche g6 · Fou blanc sur case noire h6 · Dame noire sur case noire a5 · Cavalier noir sur case noire e5 · Cavalier blanc sur case noire d4 · Pion blanc sur case blanche e4 · Pion blanc sur case blanche g4 · Fou blanc sur case blanche b3 · Cavalier blanc sur case noire c3 · Pion blanc sur case blanche f3 · Pion blanc sur case blanche a2 · Pion blanc sur case noire b2 · Pion blanc sur case blanche c2 · Dame blanche sur case noire d2 · Pion blanc sur case noire h2 · Roi blanc sur case blanche b1 · Tour blanche sur case blanche d1 · Tour blanche sur case blanche h1 | Tour noire sur case blanche c8 · Tour noire sur case noire f8 · Roi noir sur case blanche g8 · Pion noir sur case blanche b7 · Fou noir sur case blanche d7 · Pion noir sur case noire e7 · Pion noir sur case blanche f7 · Fou noir sur case noire g7 · Pion noir sur case blanche h7 · Pion noir sur case blanche a6 · Pion noir sur case noire d6 · Cavalier noir sur case noire f6 · Pion noir sur case blanche g6 · Fou blanc sur case noire h6 · Dame noire sur case noire a5 · Cavalier noir sur case noire e5 · Cavalier blanc sur case noire d4 · Pion blanc sur case blanche e4 · Pion blanc sur case blanche g4 · Fou blanc sur case blanche b3 · Cavalier blanc sur case noire c3 · Pion blanc sur case blanche f3 · Pion blanc sur case blanche a2 · Pion blanc sur case noire b2 · Pion blanc sur case blanche c2 · Dame blanche sur case noire d2 · Pion blanc sur case noire h2 · Roi blanc sur case blanche b1 · Tour blanche sur case blanche d1 · Tour blanche sur case blanche h1 | Tour noire sur case blanche c8 · Tour noire sur case noire f8 · Roi noir sur case blanche g8 · Pion noir sur case blanche b7 · Fou noir sur case blanche d7 · Pion noir sur case noire e7 · Pion noir sur case blanche f7 · Fou noir sur case noire g7 · Pion noir sur case blanche h7 · Pion noir sur case blanche a6 · Pion noir sur case noire d6 · Cavalier noir sur case noire f6 · Pion noir sur case blanche g6 · Fou blanc sur case noire h6 · Dame noire sur case noire a5 · Cavalier noir sur case noire e5 · Cavalier blanc sur case noire d4 · Pion blanc sur case blanche e4 · Pion blanc sur case blanche g4 · Fou blanc sur case blanche b3 · Cavalier blanc sur case noire c3 · Pion blanc sur case blanche f3 · Pion blanc sur case blanche a2 · Pion blanc sur case noire b2 · Pion blanc sur case blanche c2 · Dame blanche sur case noire d2 · Pion blanc sur case noire h2 · Roi blanc sur case blanche b1 · Tour blanche sur case blanche d1 · Tour blanche sur case blanche h1 | Tour noire sur case blanche c8 · Tour noire sur case noire f8 · Roi noir sur case blanche g8 · Pion noir sur case blanche b7 · Fou noir sur case blanche d7 · Pion noir sur case noire e7 · Pion noir sur case blanche f7 · Fou noir sur case noire g7 · Pion noir sur case blanche h7 · Pion noir sur case blanche a6 · Pion noir sur case noire d6 · Cavalier noir sur case noire f6 · Pion noir sur case blanche g6 · Fou blanc sur case noire h6 · Dame noire sur case noire a5 · Cavalier noir sur case noire e5 · Cavalier blanc sur case noire d4 · Pion blanc sur case blanche e4 · Pion blanc sur case blanche g4 · Fou blanc sur case blanche b3 · Cavalier blanc sur case noire c3 · Pion blanc sur case blanche f3 · Pion blanc sur case blanche a2 · Pion blanc sur case noire b2 · Pion blanc sur case blanche c2 · Dame blanche sur case noire d2 · Pion blanc sur case noire h2 · Roi blanc sur case blanche b1 · Tour blanche sur case blanche d1 · Tour blanche sur case blanche h1 | Tour noire sur case blanche c8 · Tour noire sur case noire f8 · Roi noir sur case blanche g8 · Pion noir sur case blanche b7 · Fou noir sur case blanche d7 · Pion noir sur case noire e7 · Pion noir sur case blanche f7 · Fou noir sur case noire g7 · Pion noir sur case blanche h7 · Pion noir sur case blanche a6 · Pion noir sur case noire d6 · Cavalier noir sur case noire f6 · Pion noir sur case blanche g6 · Fou blanc sur case noire h6 · Dame noire sur case noire a5 · Cavalier noir sur case noire e5 · Cavalier blanc sur case noire d4 · Pion blanc sur case blanche e4 · Pion blanc sur case blanche g4 · Fou blanc sur case blanche b3 · Cavalier blanc sur case noire c3 · Pion blanc sur case blanche f3 · Pion blanc sur case blanche a2 · Pion blanc sur case noire b2 · Pion blanc sur case blanche c2 · Dame blanche sur case noire d2 · Pion blanc sur case noire h2 · Roi blanc sur case blanche b1 · Tour blanche sur case blanche d1 · Tour blanche sur case blanche h1 | Tour noire sur case blanche c8 · Tour noire sur case noire f8 · Roi noir sur case blanche g8 · Pion noir sur case blanche b7 · Fou noir sur case blanche d7 · Pion noir sur case noire e7 · Pion noir sur case blanche f7 · Fou noir sur case noire g7 · Pion noir sur case blanche h7 · Pion noir sur case blanche a6 · Pion noir sur case noire d6 · Cavalier noir sur case noire f6 · Pion noir sur case blanche g6 · Fou blanc sur case noire h6 · Dame noire sur case noire a5 · Cavalier noir sur case noire e5 · Cavalier blanc sur case noire d4 · Pion blanc sur case blanche e4 · Pion blanc sur case blanche g4 · Fou blanc sur case blanche b3 · Cavalier blanc sur case noire c3 · Pion blanc sur case blanche f3 · Pion blanc sur case blanche a2 · Pion blanc sur case noire b2 · Pion blanc sur case blanche c2 · Dame blanche sur case noire d2 · Pion blanc sur case noire h2 · Roi blanc sur case blanche b1 · Tour blanche sur case blanche d1 · Tour blanche sur case blanche h1 | Tour noire sur case blanche c8 · Tour noire sur case noire f8 · Roi noir sur case blanche g8 · Pion noir sur case blanche b7 · Fou noir sur case blanche d7 · Pion noir sur case noire e7 · Pion noir sur case blanche f7 · Fou noir sur case noire g7 · Pion noir sur case blanche h7 · Pion noir sur case blanche a6 · Pion noir sur case noire d6 · Cavalier noir sur case noire f6 · Pion noir sur case blanche g6 · Fou blanc sur case noire h6 · Dame noire sur case noire a5 · Cavalier noir sur case noire e5 · Cavalier blanc sur case noire d4 · Pion blanc sur case blanche e4 · Pion blanc sur case blanche g4 · Fou blanc sur case blanche b3 · Cavalier blanc sur case noire c3 · Pion blanc sur case blanche f3 · Pion blanc sur case blanche a2 · Pion blanc sur case noire b2 · Pion blanc sur case blanche c2 · Dame blanche sur case noire d2 · Pion blanc sur case noire h2 · Roi blanc sur case blanche b1 · Tour blanche sur case blanche d1 · Tour blanche sur case blanche h1 | 6 |
| 5 | Tour noire sur case blanche c8 · Tour noire sur case noire f8 · Roi noir sur case blanche g8 · Pion noir sur case blanche b7 · Fou noir sur case blanche d7 · Pion noir sur case noire e7 · Pion noir sur case blanche f7 · Fou noir sur case noire g7 · Pion noir sur case blanche h7 · Pion noir sur case blanche a6 · Pion noir sur case noire d6 · Cavalier noir sur case noire f6 · Pion noir sur case blanche g6 · Fou blanc sur case noire h6 · Dame noire sur case noire a5 · Cavalier noir sur case noire e5 · Cavalier blanc sur case noire d4 · Pion blanc sur case blanche e4 · Pion blanc sur case blanche g4 · Fou blanc sur case blanche b3 · Cavalier blanc sur case noire c3 · Pion blanc sur case blanche f3 · Pion blanc sur case blanche a2 · Pion blanc sur case noire b2 · Pion blanc sur case blanche c2 · Dame blanche sur case noire d2 · Pion blanc sur case noire h2 · Roi blanc sur case blanche b1 · Tour blanche sur case blanche d1 · Tour blanche sur case blanche h1 | Tour noire sur case blanche c8 · Tour noire sur case noire f8 · Roi noir sur case blanche g8 · Pion noir sur case blanche b7 · Fou noir sur case blanche d7 · Pion noir sur case noire e7 · Pion noir sur case blanche f7 · Fou noir sur case noire g7 · Pion noir sur case blanche h7 · Pion noir sur case blanche a6 · Pion noir sur case noire d6 · Cavalier noir sur case noire f6 · Pion noir sur case blanche g6 · Fou blanc sur case noire h6 · Dame noire sur case noire a5 · Cavalier noir sur case noire e5 · Cavalier blanc sur case noire d4 · Pion blanc sur case blanche e4 · Pion blanc sur case blanche g4 · Fou blanc sur case blanche b3 · Cavalier blanc sur case noire c3 · Pion blanc sur case blanche f3 · Pion blanc sur case blanche a2 · Pion blanc sur case noire b2 · Pion blanc sur case blanche c2 · Dame blanche sur case noire d2 · Pion blanc sur case noire h2 · Roi blanc sur case blanche b1 · Tour blanche sur case blanche d1 · Tour blanche sur case blanche h1 | Tour noire sur case blanche c8 · Tour noire sur case noire f8 · Roi noir sur case blanche g8 · Pion noir sur case blanche b7 · Fou noir sur case blanche d7 · Pion noir sur case noire e7 · Pion noir sur case blanche f7 · Fou noir sur case noire g7 · Pion noir sur case blanche h7 · Pion noir sur case blanche a6 · Pion noir sur case noire d6 · Cavalier noir sur case noire f6 · Pion noir sur case blanche g6 · Fou blanc sur case noire h6 · Dame noire sur case noire a5 · Cavalier noir sur case noire e5 · Cavalier blanc sur case noire d4 · Pion blanc sur case blanche e4 · Pion blanc sur case blanche g4 · Fou blanc sur case blanche b3 · Cavalier blanc sur case noire c3 · Pion blanc sur case blanche f3 · Pion blanc sur case blanche a2 · Pion blanc sur case noire b2 · Pion blanc sur case blanche c2 · Dame blanche sur case noire d2 · Pion blanc sur case noire h2 · Roi blanc sur case blanche b1 · Tour blanche sur case blanche d1 · Tour blanche sur case blanche h1 | Tour noire sur case blanche c8 · Tour noire sur case noire f8 · Roi noir sur case blanche g8 · Pion noir sur case blanche b7 · Fou noir sur case blanche d7 · Pion noir sur case noire e7 · Pion noir sur case blanche f7 · Fou noir sur case noire g7 · Pion noir sur case blanche h7 · Pion noir sur case blanche a6 · Pion noir sur case noire d6 · Cavalier noir sur case noire f6 · Pion noir sur case blanche g6 · Fou blanc sur case noire h6 · Dame noire sur case noire a5 · Cavalier noir sur case noire e5 · Cavalier blanc sur case noire d4 · Pion blanc sur case blanche e4 · Pion blanc sur case blanche g4 · Fou blanc sur case blanche b3 · Cavalier blanc sur case noire c3 · Pion blanc sur case blanche f3 · Pion blanc sur case blanche a2 · Pion blanc sur case noire b2 · Pion blanc sur case blanche c2 · Dame blanche sur case noire d2 · Pion blanc sur case noire h2 · Roi blanc sur case blanche b1 · Tour blanche sur case blanche d1 · Tour blanche sur case blanche h1 | Tour noire sur case blanche c8 · Tour noire sur case noire f8 · Roi noir sur case blanche g8 · Pion noir sur case blanche b7 · Fou noir sur case blanche d7 · Pion noir sur case noire e7 · Pion noir sur case blanche f7 · Fou noir sur case noire g7 · Pion noir sur case blanche h7 · Pion noir sur case blanche a6 · Pion noir sur case noire d6 · Cavalier noir sur case noire f6 · Pion noir sur case blanche g6 · Fou blanc sur case noire h6 · Dame noire sur case noire a5 · Cavalier noir sur case noire e5 · Cavalier blanc sur case noire d4 · Pion blanc sur case blanche e4 · Pion blanc sur case blanche g4 · Fou blanc sur case blanche b3 · Cavalier blanc sur case noire c3 · Pion blanc sur case blanche f3 · Pion blanc sur case blanche a2 · Pion blanc sur case noire b2 · Pion blanc sur case blanche c2 · Dame blanche sur case noire d2 · Pion blanc sur case noire h2 · Roi blanc sur case blanche b1 · Tour blanche sur case blanche d1 · Tour blanche sur case blanche h1 | Tour noire sur case blanche c8 · Tour noire sur case noire f8 · Roi noir sur case blanche g8 · Pion noir sur case blanche b7 · Fou noir sur case blanche d7 · Pion noir sur case noire e7 · Pion noir sur case blanche f7 · Fou noir sur case noire g7 · Pion noir sur case blanche h7 · Pion noir sur case blanche a6 · Pion noir sur case noire d6 · Cavalier noir sur case noire f6 · Pion noir sur case blanche g6 · Fou blanc sur case noire h6 · Dame noire sur case noire a5 · Cavalier noir sur case noire e5 · Cavalier blanc sur case noire d4 · Pion blanc sur case blanche e4 · Pion blanc sur case blanche g4 · Fou blanc sur case blanche b3 · Cavalier blanc sur case noire c3 · Pion blanc sur case blanche f3 · Pion blanc sur case blanche a2 · Pion blanc sur case noire b2 · Pion blanc sur case blanche c2 · Dame blanche sur case noire d2 · Pion blanc sur case noire h2 · Roi blanc sur case blanche b1 · Tour blanche sur case blanche d1 · Tour blanche sur case blanche h1 | Tour noire sur case blanche c8 · Tour noire sur case noire f8 · Roi noir sur case blanche g8 · Pion noir sur case blanche b7 · Fou noir sur case blanche d7 · Pion noir sur case noire e7 · Pion noir sur case blanche f7 · Fou noir sur case noire g7 · Pion noir sur case blanche h7 · Pion noir sur case blanche a6 · Pion noir sur case noire d6 · Cavalier noir sur case noire f6 · Pion noir sur case blanche g6 · Fou blanc sur case noire h6 · Dame noire sur case noire a5 · Cavalier noir sur case noire e5 · Cavalier blanc sur case noire d4 · Pion blanc sur case blanche e4 · Pion blanc sur case blanche g4 · Fou blanc sur case blanche b3 · Cavalier blanc sur case noire c3 · Pion blanc sur case blanche f3 · Pion blanc sur case blanche a2 · Pion blanc sur case noire b2 · Pion blanc sur case blanche c2 · Dame blanche sur case noire d2 · Pion blanc sur case noire h2 · Roi blanc sur case blanche b1 · Tour blanche sur case blanche d1 · Tour blanche sur case blanche h1 | Tour noire sur case blanche c8 · Tour noire sur case noire f8 · Roi noir sur case blanche g8 · Pion noir sur case blanche b7 · Fou noir sur case blanche d7 · Pion noir sur case noire e7 · Pion noir sur case blanche f7 · Fou noir sur case noire g7 · Pion noir sur case blanche h7 · Pion noir sur case blanche a6 · Pion noir sur case noire d6 · Cavalier noir sur case noire f6 · Pion noir sur case blanche g6 · Fou blanc sur case noire h6 · Dame noire sur case noire a5 · Cavalier noir sur case noire e5 · Cavalier blanc sur case noire d4 · Pion blanc sur case blanche e4 · Pion blanc sur case blanche g4 · Fou blanc sur case blanche b3 · Cavalier blanc sur case noire c3 · Pion blanc sur case blanche f3 · Pion blanc sur case blanche a2 · Pion blanc sur case noire b2 · Pion blanc sur case blanche c2 · Dame blanche sur case noire d2 · Pion blanc sur case noire h2 · Roi blanc sur case blanche b1 · Tour blanche sur case blanche d1 · Tour blanche sur case blanche h1 | 5 |
| 4 | Tour noire sur case blanche c8 · Tour noire sur case noire f8 · Roi noir sur case blanche g8 · Pion noir sur case blanche b7 · Fou noir sur case blanche d7 · Pion noir sur case noire e7 · Pion noir sur case blanche f7 · Fou noir sur case noire g7 · Pion noir sur case blanche h7 · Pion noir sur case blanche a6 · Pion noir sur case noire d6 · Cavalier noir sur case noire f6 · Pion noir sur case blanche g6 · Fou blanc sur case noire h6 · Dame noire sur case noire a5 · Cavalier noir sur case noire e5 · Cavalier blanc sur case noire d4 · Pion blanc sur case blanche e4 · Pion blanc sur case blanche g4 · Fou blanc sur case blanche b3 · Cavalier blanc sur case noire c3 · Pion blanc sur case blanche f3 · Pion blanc sur case blanche a2 · Pion blanc sur case noire b2 · Pion blanc sur case blanche c2 · Dame blanche sur case noire d2 · Pion blanc sur case noire h2 · Roi blanc sur case blanche b1 · Tour blanche sur case blanche d1 · Tour blanche sur case blanche h1 | Tour noire sur case blanche c8 · Tour noire sur case noire f8 · Roi noir sur case blanche g8 · Pion noir sur case blanche b7 · Fou noir sur case blanche d7 · Pion noir sur case noire e7 · Pion noir sur case blanche f7 · Fou noir sur case noire g7 · Pion noir sur case blanche h7 · Pion noir sur case blanche a6 · Pion noir sur case noire d6 · Cavalier noir sur case noire f6 · Pion noir sur case blanche g6 · Fou blanc sur case noire h6 · Dame noire sur case noire a5 · Cavalier noir sur case noire e5 · Cavalier blanc sur case noire d4 · Pion blanc sur case blanche e4 · Pion blanc sur case blanche g4 · Fou blanc sur case blanche b3 · Cavalier blanc sur case noire c3 · Pion blanc sur case blanche f3 · Pion blanc sur case blanche a2 · Pion blanc sur case noire b2 · Pion blanc sur case blanche c2 · Dame blanche sur case noire d2 · Pion blanc sur case noire h2 · Roi blanc sur case blanche b1 · Tour blanche sur case blanche d1 · Tour blanche sur case blanche h1 | Tour noire sur case blanche c8 · Tour noire sur case noire f8 · Roi noir sur case blanche g8 · Pion noir sur case blanche b7 · Fou noir sur case blanche d7 · Pion noir sur case noire e7 · Pion noir sur case blanche f7 · Fou noir sur case noire g7 · Pion noir sur case blanche h7 · Pion noir sur case blanche a6 · Pion noir sur case noire d6 · Cavalier noir sur case noire f6 · Pion noir sur case blanche g6 · Fou blanc sur case noire h6 · Dame noire sur case noire a5 · Cavalier noir sur case noire e5 · Cavalier blanc sur case noire d4 · Pion blanc sur case blanche e4 · Pion blanc sur case blanche g4 · Fou blanc sur case blanche b3 · Cavalier blanc sur case noire c3 · Pion blanc sur case blanche f3 · Pion blanc sur case blanche a2 · Pion blanc sur case noire b2 · Pion blanc sur case blanche c2 · Dame blanche sur case noire d2 · Pion blanc sur case noire h2 · Roi blanc sur case blanche b1 · Tour blanche sur case blanche d1 · Tour blanche sur case blanche h1 | Tour noire sur case blanche c8 · Tour noire sur case noire f8 · Roi noir sur case blanche g8 · Pion noir sur case blanche b7 · Fou noir sur case blanche d7 · Pion noir sur case noire e7 · Pion noir sur case blanche f7 · Fou noir sur case noire g7 · Pion noir sur case blanche h7 · Pion noir sur case blanche a6 · Pion noir sur case noire d6 · Cavalier noir sur case noire f6 · Pion noir sur case blanche g6 · Fou blanc sur case noire h6 · Dame noire sur case noire a5 · Cavalier noir sur case noire e5 · Cavalier blanc sur case noire d4 · Pion blanc sur case blanche e4 · Pion blanc sur case blanche g4 · Fou blanc sur case blanche b3 · Cavalier blanc sur case noire c3 · Pion blanc sur case blanche f3 · Pion blanc sur case blanche a2 · Pion blanc sur case noire b2 · Pion blanc sur case blanche c2 · Dame blanche sur case noire d2 · Pion blanc sur case noire h2 · Roi blanc sur case blanche b1 · Tour blanche sur case blanche d1 · Tour blanche sur case blanche h1 | Tour noire sur case blanche c8 · Tour noire sur case noire f8 · Roi noir sur case blanche g8 · Pion noir sur case blanche b7 · Fou noir sur case blanche d7 · Pion noir sur case noire e7 · Pion noir sur case blanche f7 · Fou noir sur case noire g7 · Pion noir sur case blanche h7 · Pion noir sur case blanche a6 · Pion noir sur case noire d6 · Cavalier noir sur case noire f6 · Pion noir sur case blanche g6 · Fou blanc sur case noire h6 · Dame noire sur case noire a5 · Cavalier noir sur case noire e5 · Cavalier blanc sur case noire d4 · Pion blanc sur case blanche e4 · Pion blanc sur case blanche g4 · Fou blanc sur case blanche b3 · Cavalier blanc sur case noire c3 · Pion blanc sur case blanche f3 · Pion blanc sur case blanche a2 · Pion blanc sur case noire b2 · Pion blanc sur case blanche c2 · Dame blanche sur case noire d2 · Pion blanc sur case noire h2 · Roi blanc sur case blanche b1 · Tour blanche sur case blanche d1 · Tour blanche sur case blanche h1 | Tour noire sur case blanche c8 · Tour noire sur case noire f8 · Roi noir sur case blanche g8 · Pion noir sur case blanche b7 · Fou noir sur case blanche d7 · Pion noir sur case noire e7 · Pion noir sur case blanche f7 · Fou noir sur case noire g7 · Pion noir sur case blanche h7 · Pion noir sur case blanche a6 · Pion noir sur case noire d6 · Cavalier noir sur case noire f6 · Pion noir sur case blanche g6 · Fou blanc sur case noire h6 · Dame noire sur case noire a5 · Cavalier noir sur case noire e5 · Cavalier blanc sur case noire d4 · Pion blanc sur case blanche e4 · Pion blanc sur case blanche g4 · Fou blanc sur case blanche b3 · Cavalier blanc sur case noire c3 · Pion blanc sur case blanche f3 · Pion blanc sur case blanche a2 · Pion blanc sur case noire b2 · Pion blanc sur case blanche c2 · Dame blanche sur case noire d2 · Pion blanc sur case noire h2 · Roi blanc sur case blanche b1 · Tour blanche sur case blanche d1 · Tour blanche sur case blanche h1 | Tour noire sur case blanche c8 · Tour noire sur case noire f8 · Roi noir sur case blanche g8 · Pion noir sur case blanche b7 · Fou noir sur case blanche d7 · Pion noir sur case noire e7 · Pion noir sur case blanche f7 · Fou noir sur case noire g7 · Pion noir sur case blanche h7 · Pion noir sur case blanche a6 · Pion noir sur case noire d6 · Cavalier noir sur case noire f6 · Pion noir sur case blanche g6 · Fou blanc sur case noire h6 · Dame noire sur case noire a5 · Cavalier noir sur case noire e5 · Cavalier blanc sur case noire d4 · Pion blanc sur case blanche e4 · Pion blanc sur case blanche g4 · Fou blanc sur case blanche b3 · Cavalier blanc sur case noire c3 · Pion blanc sur case blanche f3 · Pion blanc sur case blanche a2 · Pion blanc sur case noire b2 · Pion blanc sur case blanche c2 · Dame blanche sur case noire d2 · Pion blanc sur case noire h2 · Roi blanc sur case blanche b1 · Tour blanche sur case blanche d1 · Tour blanche sur case blanche h1 | Tour noire sur case blanche c8 · Tour noire sur case noire f8 · Roi noir sur case blanche g8 · Pion noir sur case blanche b7 · Fou noir sur case blanche d7 · Pion noir sur case noire e7 · Pion noir sur case blanche f7 · Fou noir sur case noire g7 · Pion noir sur case blanche h7 · Pion noir sur case blanche a6 · Pion noir sur case noire d6 · Cavalier noir sur case noire f6 · Pion noir sur case blanche g6 · Fou blanc sur case noire h6 · Dame noire sur case noire a5 · Cavalier noir sur case noire e5 · Cavalier blanc sur case noire d4 · Pion blanc sur case blanche e4 · Pion blanc sur case blanche g4 · Fou blanc sur case blanche b3 · Cavalier blanc sur case noire c3 · Pion blanc sur case blanche f3 · Pion blanc sur case blanche a2 · Pion blanc sur case noire b2 · Pion blanc sur case blanche c2 · Dame blanche sur case noire d2 · Pion blanc sur case noire h2 · Roi blanc sur case blanche b1 · Tour blanche sur case blanche d1 · Tour blanche sur case blanche h1 | 4 |
| 3 | Tour noire sur case blanche c8 · Tour noire sur case noire f8 · Roi noir sur case blanche g8 · Pion noir sur case blanche b7 · Fou noir sur case blanche d7 · Pion noir sur case noire e7 · Pion noir sur case blanche f7 · Fou noir sur case noire g7 · Pion noir sur case blanche h7 · Pion noir sur case blanche a6 · Pion noir sur case noire d6 · Cavalier noir sur case noire f6 · Pion noir sur case blanche g6 · Fou blanc sur case noire h6 · Dame noire sur case noire a5 · Cavalier noir sur case noire e5 · Cavalier blanc sur case noire d4 · Pion blanc sur case blanche e4 · Pion blanc sur case blanche g4 · Fou blanc sur case blanche b3 · Cavalier blanc sur case noire c3 · Pion blanc sur case blanche f3 · Pion blanc sur case blanche a2 · Pion blanc sur case noire b2 · Pion blanc sur case blanche c2 · Dame blanche sur case noire d2 · Pion blanc sur case noire h2 · Roi blanc sur case blanche b1 · Tour blanche sur case blanche d1 · Tour blanche sur case blanche h1 | Tour noire sur case blanche c8 · Tour noire sur case noire f8 · Roi noir sur case blanche g8 · Pion noir sur case blanche b7 · Fou noir sur case blanche d7 · Pion noir sur case noire e7 · Pion noir sur case blanche f7 · Fou noir sur case noire g7 · Pion noir sur case blanche h7 · Pion noir sur case blanche a6 · Pion noir sur case noire d6 · Cavalier noir sur case noire f6 · Pion noir sur case blanche g6 · Fou blanc sur case noire h6 · Dame noire sur case noire a5 · Cavalier noir sur case noire e5 · Cavalier blanc sur case noire d4 · Pion blanc sur case blanche e4 · Pion blanc sur case blanche g4 · Fou blanc sur case blanche b3 · Cavalier blanc sur case noire c3 · Pion blanc sur case blanche f3 · Pion blanc sur case blanche a2 · Pion blanc sur case noire b2 · Pion blanc sur case blanche c2 · Dame blanche sur case noire d2 · Pion blanc sur case noire h2 · Roi blanc sur case blanche b1 · Tour blanche sur case blanche d1 · Tour blanche sur case blanche h1 | Tour noire sur case blanche c8 · Tour noire sur case noire f8 · Roi noir sur case blanche g8 · Pion noir sur case blanche b7 · Fou noir sur case blanche d7 · Pion noir sur case noire e7 · Pion noir sur case blanche f7 · Fou noir sur case noire g7 · Pion noir sur case blanche h7 · Pion noir sur case blanche a6 · Pion noir sur case noire d6 · Cavalier noir sur case noire f6 · Pion noir sur case blanche g6 · Fou blanc sur case noire h6 · Dame noire sur case noire a5 · Cavalier noir sur case noire e5 · Cavalier blanc sur case noire d4 · Pion blanc sur case blanche e4 · Pion blanc sur case blanche g4 · Fou blanc sur case blanche b3 · Cavalier blanc sur case noire c3 · Pion blanc sur case blanche f3 · Pion blanc sur case blanche a2 · Pion blanc sur case noire b2 · Pion blanc sur case blanche c2 · Dame blanche sur case noire d2 · Pion blanc sur case noire h2 · Roi blanc sur case blanche b1 · Tour blanche sur case blanche d1 · Tour blanche sur case blanche h1 | Tour noire sur case blanche c8 · Tour noire sur case noire f8 · Roi noir sur case blanche g8 · Pion noir sur case blanche b7 · Fou noir sur case blanche d7 · Pion noir sur case noire e7 · Pion noir sur case blanche f7 · Fou noir sur case noire g7 · Pion noir sur case blanche h7 · Pion noir sur case blanche a6 · Pion noir sur case noire d6 · Cavalier noir sur case noire f6 · Pion noir sur case blanche g6 · Fou blanc sur case noire h6 · Dame noire sur case noire a5 · Cavalier noir sur case noire e5 · Cavalier blanc sur case noire d4 · Pion blanc sur case blanche e4 · Pion blanc sur case blanche g4 · Fou blanc sur case blanche b3 · Cavalier blanc sur case noire c3 · Pion blanc sur case blanche f3 · Pion blanc sur case blanche a2 · Pion blanc sur case noire b2 · Pion blanc sur case blanche c2 · Dame blanche sur case noire d2 · Pion blanc sur case noire h2 · Roi blanc sur case blanche b1 · Tour blanche sur case blanche d1 · Tour blanche sur case blanche h1 | Tour noire sur case blanche c8 · Tour noire sur case noire f8 · Roi noir sur case blanche g8 · Pion noir sur case blanche b7 · Fou noir sur case blanche d7 · Pion noir sur case noire e7 · Pion noir sur case blanche f7 · Fou noir sur case noire g7 · Pion noir sur case blanche h7 · Pion noir sur case blanche a6 · Pion noir sur case noire d6 · Cavalier noir sur case noire f6 · Pion noir sur case blanche g6 · Fou blanc sur case noire h6 · Dame noire sur case noire a5 · Cavalier noir sur case noire e5 · Cavalier blanc sur case noire d4 · Pion blanc sur case blanche e4 · Pion blanc sur case blanche g4 · Fou blanc sur case blanche b3 · Cavalier blanc sur case noire c3 · Pion blanc sur case blanche f3 · Pion blanc sur case blanche a2 · Pion blanc sur case noire b2 · Pion blanc sur case blanche c2 · Dame blanche sur case noire d2 · Pion blanc sur case noire h2 · Roi blanc sur case blanche b1 · Tour blanche sur case blanche d1 · Tour blanche sur case blanche h1 | Tour noire sur case blanche c8 · Tour noire sur case noire f8 · Roi noir sur case blanche g8 · Pion noir sur case blanche b7 · Fou noir sur case blanche d7 · Pion noir sur case noire e7 · Pion noir sur case blanche f7 · Fou noir sur case noire g7 · Pion noir sur case blanche h7 · Pion noir sur case blanche a6 · Pion noir sur case noire d6 · Cavalier noir sur case noire f6 · Pion noir sur case blanche g6 · Fou blanc sur case noire h6 · Dame noire sur case noire a5 · Cavalier noir sur case noire e5 · Cavalier blanc sur case noire d4 · Pion blanc sur case blanche e4 · Pion blanc sur case blanche g4 · Fou blanc sur case blanche b3 · Cavalier blanc sur case noire c3 · Pion blanc sur case blanche f3 · Pion blanc sur case blanche a2 · Pion blanc sur case noire b2 · Pion blanc sur case blanche c2 · Dame blanche sur case noire d2 · Pion blanc sur case noire h2 · Roi blanc sur case blanche b1 · Tour blanche sur case blanche d1 · Tour blanche sur case blanche h1 | Tour noire sur case blanche c8 · Tour noire sur case noire f8 · Roi noir sur case blanche g8 · Pion noir sur case blanche b7 · Fou noir sur case blanche d7 · Pion noir sur case noire e7 · Pion noir sur case blanche f7 · Fou noir sur case noire g7 · Pion noir sur case blanche h7 · Pion noir sur case blanche a6 · Pion noir sur case noire d6 · Cavalier noir sur case noire f6 · Pion noir sur case blanche g6 · Fou blanc sur case noire h6 · Dame noire sur case noire a5 · Cavalier noir sur case noire e5 · Cavalier blanc sur case noire d4 · Pion blanc sur case blanche e4 · Pion blanc sur case blanche g4 · Fou blanc sur case blanche b3 · Cavalier blanc sur case noire c3 · Pion blanc sur case blanche f3 · Pion blanc sur case blanche a2 · Pion blanc sur case noire b2 · Pion blanc sur case blanche c2 · Dame blanche sur case noire d2 · Pion blanc sur case noire h2 · Roi blanc sur case blanche b1 · Tour blanche sur case blanche d1 · Tour blanche sur case blanche h1 | Tour noire sur case blanche c8 · Tour noire sur case noire f8 · Roi noir sur case blanche g8 · Pion noir sur case blanche b7 · Fou noir sur case blanche d7 · Pion noir sur case noire e7 · Pion noir sur case blanche f7 · Fou noir sur case noire g7 · Pion noir sur case blanche h7 · Pion noir sur case blanche a6 · Pion noir sur case noire d6 · Cavalier noir sur case noire f6 · Pion noir sur case blanche g6 · Fou blanc sur case noire h6 · Dame noire sur case noire a5 · Cavalier noir sur case noire e5 · Cavalier blanc sur case noire d4 · Pion blanc sur case blanche e4 · Pion blanc sur case blanche g4 · Fou blanc sur case blanche b3 · Cavalier blanc sur case noire c3 · Pion blanc sur case blanche f3 · Pion blanc sur case blanche a2 · Pion blanc sur case noire b2 · Pion blanc sur case blanche c2 · Dame blanche sur case noire d2 · Pion blanc sur case noire h2 · Roi blanc sur case blanche b1 · Tour blanche sur case blanche d1 · Tour blanche sur case blanche h1 | 3 |
| 2 | Tour noire sur case blanche c8 · Tour noire sur case noire f8 · Roi noir sur case blanche g8 · Pion noir sur case blanche b7 · Fou noir sur case blanche d7 · Pion noir sur case noire e7 · Pion noir sur case blanche f7 · Fou noir sur case noire g7 · Pion noir sur case blanche h7 · Pion noir sur case blanche a6 · Pion noir sur case noire d6 · Cavalier noir sur case noire f6 · Pion noir sur case blanche g6 · Fou blanc sur case noire h6 · Dame noire sur case noire a5 · Cavalier noir sur case noire e5 · Cavalier blanc sur case noire d4 · Pion blanc sur case blanche e4 · Pion blanc sur case blanche g4 · Fou blanc sur case blanche b3 · Cavalier blanc sur case noire c3 · Pion blanc sur case blanche f3 · Pion blanc sur case blanche a2 · Pion blanc sur case noire b2 · Pion blanc sur case blanche c2 · Dame blanche sur case noire d2 · Pion blanc sur case noire h2 · Roi blanc sur case blanche b1 · Tour blanche sur case blanche d1 · Tour blanche sur case blanche h1 | Tour noire sur case blanche c8 · Tour noire sur case noire f8 · Roi noir sur case blanche g8 · Pion noir sur case blanche b7 · Fou noir sur case blanche d7 · Pion noir sur case noire e7 · Pion noir sur case blanche f7 · Fou noir sur case noire g7 · Pion noir sur case blanche h7 · Pion noir sur case blanche a6 · Pion noir sur case noire d6 · Cavalier noir sur case noire f6 · Pion noir sur case blanche g6 · Fou blanc sur case noire h6 · Dame noire sur case noire a5 · Cavalier noir sur case noire e5 · Cavalier blanc sur case noire d4 · Pion blanc sur case blanche e4 · Pion blanc sur case blanche g4 · Fou blanc sur case blanche b3 · Cavalier blanc sur case noire c3 · Pion blanc sur case blanche f3 · Pion blanc sur case blanche a2 · Pion blanc sur case noire b2 · Pion blanc sur case blanche c2 · Dame blanche sur case noire d2 · Pion blanc sur case noire h2 · Roi blanc sur case blanche b1 · Tour blanche sur case blanche d1 · Tour blanche sur case blanche h1 | Tour noire sur case blanche c8 · Tour noire sur case noire f8 · Roi noir sur case blanche g8 · Pion noir sur case blanche b7 · Fou noir sur case blanche d7 · Pion noir sur case noire e7 · Pion noir sur case blanche f7 · Fou noir sur case noire g7 · Pion noir sur case blanche h7 · Pion noir sur case blanche a6 · Pion noir sur case noire d6 · Cavalier noir sur case noire f6 · Pion noir sur case blanche g6 · Fou blanc sur case noire h6 · Dame noire sur case noire a5 · Cavalier noir sur case noire e5 · Cavalier blanc sur case noire d4 · Pion blanc sur case blanche e4 · Pion blanc sur case blanche g4 · Fou blanc sur case blanche b3 · Cavalier blanc sur case noire c3 · Pion blanc sur case blanche f3 · Pion blanc sur case blanche a2 · Pion blanc sur case noire b2 · Pion blanc sur case blanche c2 · Dame blanche sur case noire d2 · Pion blanc sur case noire h2 · Roi blanc sur case blanche b1 · Tour blanche sur case blanche d1 · Tour blanche sur case blanche h1 | Tour noire sur case blanche c8 · Tour noire sur case noire f8 · Roi noir sur case blanche g8 · Pion noir sur case blanche b7 · Fou noir sur case blanche d7 · Pion noir sur case noire e7 · Pion noir sur case blanche f7 · Fou noir sur case noire g7 · Pion noir sur case blanche h7 · Pion noir sur case blanche a6 · Pion noir sur case noire d6 · Cavalier noir sur case noire f6 · Pion noir sur case blanche g6 · Fou blanc sur case noire h6 · Dame noire sur case noire a5 · Cavalier noir sur case noire e5 · Cavalier blanc sur case noire d4 · Pion blanc sur case blanche e4 · Pion blanc sur case blanche g4 · Fou blanc sur case blanche b3 · Cavalier blanc sur case noire c3 · Pion blanc sur case blanche f3 · Pion blanc sur case blanche a2 · Pion blanc sur case noire b2 · Pion blanc sur case blanche c2 · Dame blanche sur case noire d2 · Pion blanc sur case noire h2 · Roi blanc sur case blanche b1 · Tour blanche sur case blanche d1 · Tour blanche sur case blanche h1 | Tour noire sur case blanche c8 · Tour noire sur case noire f8 · Roi noir sur case blanche g8 · Pion noir sur case blanche b7 · Fou noir sur case blanche d7 · Pion noir sur case noire e7 · Pion noir sur case blanche f7 · Fou noir sur case noire g7 · Pion noir sur case blanche h7 · Pion noir sur case blanche a6 · Pion noir sur case noire d6 · Cavalier noir sur case noire f6 · Pion noir sur case blanche g6 · Fou blanc sur case noire h6 · Dame noire sur case noire a5 · Cavalier noir sur case noire e5 · Cavalier blanc sur case noire d4 · Pion blanc sur case blanche e4 · Pion blanc sur case blanche g4 · Fou blanc sur case blanche b3 · Cavalier blanc sur case noire c3 · Pion blanc sur case blanche f3 · Pion blanc sur case blanche a2 · Pion blanc sur case noire b2 · Pion blanc sur case blanche c2 · Dame blanche sur case noire d2 · Pion blanc sur case noire h2 · Roi blanc sur case blanche b1 · Tour blanche sur case blanche d1 · Tour blanche sur case blanche h1 | Tour noire sur case blanche c8 · Tour noire sur case noire f8 · Roi noir sur case blanche g8 · Pion noir sur case blanche b7 · Fou noir sur case blanche d7 · Pion noir sur case noire e7 · Pion noir sur case blanche f7 · Fou noir sur case noire g7 · Pion noir sur case blanche h7 · Pion noir sur case blanche a6 · Pion noir sur case noire d6 · Cavalier noir sur case noire f6 · Pion noir sur case blanche g6 · Fou blanc sur case noire h6 · Dame noire sur case noire a5 · Cavalier noir sur case noire e5 · Cavalier blanc sur case noire d4 · Pion blanc sur case blanche e4 · Pion blanc sur case blanche g4 · Fou blanc sur case blanche b3 · Cavalier blanc sur case noire c3 · Pion blanc sur case blanche f3 · Pion blanc sur case blanche a2 · Pion blanc sur case noire b2 · Pion blanc sur case blanche c2 · Dame blanche sur case noire d2 · Pion blanc sur case noire h2 · Roi blanc sur case blanche b1 · Tour blanche sur case blanche d1 · Tour blanche sur case blanche h1 | Tour noire sur case blanche c8 · Tour noire sur case noire f8 · Roi noir sur case blanche g8 · Pion noir sur case blanche b7 · Fou noir sur case blanche d7 · Pion noir sur case noire e7 · Pion noir sur case blanche f7 · Fou noir sur case noire g7 · Pion noir sur case blanche h7 · Pion noir sur case blanche a6 · Pion noir sur case noire d6 · Cavalier noir sur case noire f6 · Pion noir sur case blanche g6 · Fou blanc sur case noire h6 · Dame noire sur case noire a5 · Cavalier noir sur case noire e5 · Cavalier blanc sur case noire d4 · Pion blanc sur case blanche e4 · Pion blanc sur case blanche g4 · Fou blanc sur case blanche b3 · Cavalier blanc sur case noire c3 · Pion blanc sur case blanche f3 · Pion blanc sur case blanche a2 · Pion blanc sur case noire b2 · Pion blanc sur case blanche c2 · Dame blanche sur case noire d2 · Pion blanc sur case noire h2 · Roi blanc sur case blanche b1 · Tour blanche sur case blanche d1 · Tour blanche sur case blanche h1 | Tour noire sur case blanche c8 · Tour noire sur case noire f8 · Roi noir sur case blanche g8 · Pion noir sur case blanche b7 · Fou noir sur case blanche d7 · Pion noir sur case noire e7 · Pion noir sur case blanche f7 · Fou noir sur case noire g7 · Pion noir sur case blanche h7 · Pion noir sur case blanche a6 · Pion noir sur case noire d6 · Cavalier noir sur case noire f6 · Pion noir sur case blanche g6 · Fou blanc sur case noire h6 · Dame noire sur case noire a5 · Cavalier noir sur case noire e5 · Cavalier blanc sur case noire d4 · Pion blanc sur case blanche e4 · Pion blanc sur case blanche g4 · Fou blanc sur case blanche b3 · Cavalier blanc sur case noire c3 · Pion blanc sur case blanche f3 · Pion blanc sur case blanche a2 · Pion blanc sur case noire b2 · Pion blanc sur case blanche c2 · Dame blanche sur case noire d2 · Pion blanc sur case noire h2 · Roi blanc sur case blanche b1 · Tour blanche sur case blanche d1 · Tour blanche sur case blanche h1 | 2 |
| 1 | Tour noire sur case blanche c8 · Tour noire sur case noire f8 · Roi noir sur case blanche g8 · Pion noir sur case blanche b7 · Fou noir sur case blanche d7 · Pion noir sur case noire e7 · Pion noir sur case blanche f7 · Fou noir sur case noire g7 · Pion noir sur case blanche h7 · Pion noir sur case blanche a6 · Pion noir sur case noire d6 · Cavalier noir sur case noire f6 · Pion noir sur case blanche g6 · Fou blanc sur case noire h6 · Dame noire sur case noire a5 · Cavalier noir sur case noire e5 · Cavalier blanc sur case noire d4 · Pion blanc sur case blanche e4 · Pion blanc sur case blanche g4 · Fou blanc sur case blanche b3 · Cavalier blanc sur case noire c3 · Pion blanc sur case blanche f3 · Pion blanc sur case blanche a2 · Pion blanc sur case noire b2 · Pion blanc sur case blanche c2 · Dame blanche sur case noire d2 · Pion blanc sur case noire h2 · Roi blanc sur case blanche b1 · Tour blanche sur case blanche d1 · Tour blanche sur case blanche h1 | Tour noire sur case blanche c8 · Tour noire sur case noire f8 · Roi noir sur case blanche g8 · Pion noir sur case blanche b7 · Fou noir sur case blanche d7 · Pion noir sur case noire e7 · Pion noir sur case blanche f7 · Fou noir sur case noire g7 · Pion noir sur case blanche h7 · Pion noir sur case blanche a6 · Pion noir sur case noire d6 · Cavalier noir sur case noire f6 · Pion noir sur case blanche g6 · Fou blanc sur case noire h6 · Dame noire sur case noire a5 · Cavalier noir sur case noire e5 · Cavalier blanc sur case noire d4 · Pion blanc sur case blanche e4 · Pion blanc sur case blanche g4 · Fou blanc sur case blanche b3 · Cavalier blanc sur case noire c3 · Pion blanc sur case blanche f3 · Pion blanc sur case blanche a2 · Pion blanc sur case noire b2 · Pion blanc sur case blanche c2 · Dame blanche sur case noire d2 · Pion blanc sur case noire h2 · Roi blanc sur case blanche b1 · Tour blanche sur case blanche d1 · Tour blanche sur case blanche h1 | Tour noire sur case blanche c8 · Tour noire sur case noire f8 · Roi noir sur case blanche g8 · Pion noir sur case blanche b7 · Fou noir sur case blanche d7 · Pion noir sur case noire e7 · Pion noir sur case blanche f7 · Fou noir sur case noire g7 · Pion noir sur case blanche h7 · Pion noir sur case blanche a6 · Pion noir sur case noire d6 · Cavalier noir sur case noire f6 · Pion noir sur case blanche g6 · Fou blanc sur case noire h6 · Dame noire sur case noire a5 · Cavalier noir sur case noire e5 · Cavalier blanc sur case noire d4 · Pion blanc sur case blanche e4 · Pion blanc sur case blanche g4 · Fou blanc sur case blanche b3 · Cavalier blanc sur case noire c3 · Pion blanc sur case blanche f3 · Pion blanc sur case blanche a2 · Pion blanc sur case noire b2 · Pion blanc sur case blanche c2 · Dame blanche sur case noire d2 · Pion blanc sur case noire h2 · Roi blanc sur case blanche b1 · Tour blanche sur case blanche d1 · Tour blanche sur case blanche h1 | Tour noire sur case blanche c8 · Tour noire sur case noire f8 · Roi noir sur case blanche g8 · Pion noir sur case blanche b7 · Fou noir sur case blanche d7 · Pion noir sur case noire e7 · Pion noir sur case blanche f7 · Fou noir sur case noire g7 · Pion noir sur case blanche h7 · Pion noir sur case blanche a6 · Pion noir sur case noire d6 · Cavalier noir sur case noire f6 · Pion noir sur case blanche g6 · Fou blanc sur case noire h6 · Dame noire sur case noire a5 · Cavalier noir sur case noire e5 · Cavalier blanc sur case noire d4 · Pion blanc sur case blanche e4 · Pion blanc sur case blanche g4 · Fou blanc sur case blanche b3 · Cavalier blanc sur case noire c3 · Pion blanc sur case blanche f3 · Pion blanc sur case blanche a2 · Pion blanc sur case noire b2 · Pion blanc sur case blanche c2 · Dame blanche sur case noire d2 · Pion blanc sur case noire h2 · Roi blanc sur case blanche b1 · Tour blanche sur case blanche d1 · Tour blanche sur case blanche h1 | Tour noire sur case blanche c8 · Tour noire sur case noire f8 · Roi noir sur case blanche g8 · Pion noir sur case blanche b7 · Fou noir sur case blanche d7 · Pion noir sur case noire e7 · Pion noir sur case blanche f7 · Fou noir sur case noire g7 · Pion noir sur case blanche h7 · Pion noir sur case blanche a6 · Pion noir sur case noire d6 · Cavalier noir sur case noire f6 · Pion noir sur case blanche g6 · Fou blanc sur case noire h6 · Dame noire sur case noire a5 · Cavalier noir sur case noire e5 · Cavalier blanc sur case noire d4 · Pion blanc sur case blanche e4 · Pion blanc sur case blanche g4 · Fou blanc sur case blanche b3 · Cavalier blanc sur case noire c3 · Pion blanc sur case blanche f3 · Pion blanc sur case blanche a2 · Pion blanc sur case noire b2 · Pion blanc sur case blanche c2 · Dame blanche sur case noire d2 · Pion blanc sur case noire h2 · Roi blanc sur case blanche b1 · Tour blanche sur case blanche d1 · Tour blanche sur case blanche h1 | Tour noire sur case blanche c8 · Tour noire sur case noire f8 · Roi noir sur case blanche g8 · Pion noir sur case blanche b7 · Fou noir sur case blanche d7 · Pion noir sur case noire e7 · Pion noir sur case blanche f7 · Fou noir sur case noire g7 · Pion noir sur case blanche h7 · Pion noir sur case blanche a6 · Pion noir sur case noire d6 · Cavalier noir sur case noire f6 · Pion noir sur case blanche g6 · Fou blanc sur case noire h6 · Dame noire sur case noire a5 · Cavalier noir sur case noire e5 · Cavalier blanc sur case noire d4 · Pion blanc sur case blanche e4 · Pion blanc sur case blanche g4 · Fou blanc sur case blanche b3 · Cavalier blanc sur case noire c3 · Pion blanc sur case blanche f3 · Pion blanc sur case blanche a2 · Pion blanc sur case noire b2 · Pion blanc sur case blanche c2 · Dame blanche sur case noire d2 · Pion blanc sur case noire h2 · Roi blanc sur case blanche b1 · Tour blanche sur case blanche d1 · Tour blanche sur case blanche h1 | Tour noire sur case blanche c8 · Tour noire sur case noire f8 · Roi noir sur case blanche g8 · Pion noir sur case blanche b7 · Fou noir sur case blanche d7 · Pion noir sur case noire e7 · Pion noir sur case blanche f7 · Fou noir sur case noire g7 · Pion noir sur case blanche h7 · Pion noir sur case blanche a6 · Pion noir sur case noire d6 · Cavalier noir sur case noire f6 · Pion noir sur case blanche g6 · Fou blanc sur case noire h6 · Dame noire sur case noire a5 · Cavalier noir sur case noire e5 · Cavalier blanc sur case noire d4 · Pion blanc sur case blanche e4 · Pion blanc sur case blanche g4 · Fou blanc sur case blanche b3 · Cavalier blanc sur case noire c3 · Pion blanc sur case blanche f3 · Pion blanc sur case blanche a2 · Pion blanc sur case noire b2 · Pion blanc sur case blanche c2 · Dame blanche sur case noire d2 · Pion blanc sur case noire h2 · Roi blanc sur case blanche b1 · Tour blanche sur case blanche d1 · Tour blanche sur case blanche h1 | Tour noire sur case blanche c8 · Tour noire sur case noire f8 · Roi noir sur case blanche g8 · Pion noir sur case blanche b7 · Fou noir sur case blanche d7 · Pion noir sur case noire e7 · Pion noir sur case blanche f7 · Fou noir sur case noire g7 · Pion noir sur case blanche h7 · Pion noir sur case blanche a6 · Pion noir sur case noire d6 · Cavalier noir sur case noire f6 · Pion noir sur case blanche g6 · Fou blanc sur case noire h6 · Dame noire sur case noire a5 · Cavalier noir sur case noire e5 · Cavalier blanc sur case noire d4 · Pion blanc sur case blanche e4 · Pion blanc sur case blanche g4 · Fou blanc sur case blanche b3 · Cavalier blanc sur case noire c3 · Pion blanc sur case blanche f3 · Pion blanc sur case blanche a2 · Pion blanc sur case noire b2 · Pion blanc sur case blanche c2 · Dame blanche sur case noire d2 · Pion blanc sur case noire h2 · Roi blanc sur case blanche b1 · Tour blanche sur case blanche d1 · Tour blanche sur case blanche h1 | 1 |
|   | a | b | c | d | e | f | g | h |   |

Aux échecs, une case faible est une case qui ne peut pas être facilement défendue contre les éventuelles attaques adverses.

## Un exemple célèbre
C'est pour éviter une case faible en h6 (après h4-h5) que César Muñoz (en) s'est refusé à tout échange de son Fou g7 par le Fou en h6 de Bobby Fischer dans la très célèbre partie que ce dernier a perdue lors de l'Olympiade d'échecs de 1960 qui s'est déroulée à Leipzig (RDA).

## Faiblesse des cases d'une couleur
|   | a | b | c | d | e | f | g | h |   |
| 8 | Tour noire sur case blanche c8 · Tour noire sur case noire d8 · Fou noir sur case noire f8 · Roi noir sur case blanche g8 · Pion noir sur case blanche f7 · Pion noir sur case noire g7 · Pion noir sur case blanche h7 · Dame noire sur case noire b6 · Pion noir sur case blanche b5 · Fou blanc sur case blanche d5 · Tour blanche sur case noire g5 · Cavalier noir sur case noire b4 · Dame blanche sur case blanche d3 · Pion blanc sur case noire g3 · Fou blanc sur case noire b2 · Pion blanc sur case blanche e2 · Pion blanc sur case noire f2 · Pion blanc sur case noire h2 · Tour blanche sur case blanche f1 · Roi blanc sur case noire g1 | Tour noire sur case blanche c8 · Tour noire sur case noire d8 · Fou noir sur case noire f8 · Roi noir sur case blanche g8 · Pion noir sur case blanche f7 · Pion noir sur case noire g7 · Pion noir sur case blanche h7 · Dame noire sur case noire b6 · Pion noir sur case blanche b5 · Fou blanc sur case blanche d5 · Tour blanche sur case noire g5 · Cavalier noir sur case noire b4 · Dame blanche sur case blanche d3 · Pion blanc sur case noire g3 · Fou blanc sur case noire b2 · Pion blanc sur case blanche e2 · Pion blanc sur case noire f2 · Pion blanc sur case noire h2 · Tour blanche sur case blanche f1 · Roi blanc sur case noire g1 | Tour noire sur case blanche c8 · Tour noire sur case noire d8 · Fou noir sur case noire f8 · Roi noir sur case blanche g8 · Pion noir sur case blanche f7 · Pion noir sur case noire g7 · Pion noir sur case blanche h7 · Dame noire sur case noire b6 · Pion noir sur case blanche b5 · Fou blanc sur case blanche d5 · Tour blanche sur case noire g5 · Cavalier noir sur case noire b4 · Dame blanche sur case blanche d3 · Pion blanc sur case noire g3 · Fou blanc sur case noire b2 · Pion blanc sur case blanche e2 · Pion blanc sur case noire f2 · Pion blanc sur case noire h2 · Tour blanche sur case blanche f1 · Roi blanc sur case noire g1 | Tour noire sur case blanche c8 · Tour noire sur case noire d8 · Fou noir sur case noire f8 · Roi noir sur case blanche g8 · Pion noir sur case blanche f7 · Pion noir sur case noire g7 · Pion noir sur case blanche h7 · Dame noire sur case noire b6 · Pion noir sur case blanche b5 · Fou blanc sur case blanche d5 · Tour blanche sur case noire g5 · Cavalier noir sur case noire b4 · Dame blanche sur case blanche d3 · Pion blanc sur case noire g3 · Fou blanc sur case noire b2 · Pion blanc sur case blanche e2 · Pion blanc sur case noire f2 · Pion blanc sur case noire h2 · Tour blanche sur case blanche f1 · Roi blanc sur case noire g1 | Tour noire sur case blanche c8 · Tour noire sur case noire d8 · Fou noir sur case noire f8 · Roi noir sur case blanche g8 · Pion noir sur case blanche f7 · Pion noir sur case noire g7 · Pion noir sur case blanche h7 · Dame noire sur case noire b6 · Pion noir sur case blanche b5 · Fou blanc sur case blanche d5 · Tour blanche sur case noire g5 · Cavalier noir sur case noire b4 · Dame blanche sur case blanche d3 · Pion blanc sur case noire g3 · Fou blanc sur case noire b2 · Pion blanc sur case blanche e2 · Pion blanc sur case noire f2 · Pion blanc sur case noire h2 · Tour blanche sur case blanche f1 · Roi blanc sur case noire g1 | Tour noire sur case blanche c8 · Tour noire sur case noire d8 · Fou noir sur case noire f8 · Roi noir sur case blanche g8 · Pion noir sur case blanche f7 · Pion noir sur case noire g7 · Pion noir sur case blanche h7 · Dame noire sur case noire b6 · Pion noir sur case blanche b5 · Fou blanc sur case blanche d5 · Tour blanche sur case noire g5 · Cavalier noir sur case noire b4 · Dame blanche sur case blanche d3 · Pion blanc sur case noire g3 · Fou blanc sur case noire b2 · Pion blanc sur case blanche e2 · Pion blanc sur case noire f2 · Pion blanc sur case noire h2 · Tour blanche sur case blanche f1 · Roi blanc sur case noire g1 | Tour noire sur case blanche c8 · Tour noire sur case noire d8 · Fou noir sur case noire f8 · Roi noir sur case blanche g8 · Pion noir sur case blanche f7 · Pion noir sur case noire g7 · Pion noir sur case blanche h7 · Dame noire sur case noire b6 · Pion noir sur case blanche b5 · Fou blanc sur case blanche d5 · Tour blanche sur case noire g5 · Cavalier noir sur case noire b4 · Dame blanche sur case blanche d3 · Pion blanc sur case noire g3 · Fou blanc sur case noire b2 · Pion blanc sur case blanche e2 · Pion blanc sur case noire f2 · Pion blanc sur case noire h2 · Tour blanche sur case blanche f1 · Roi blanc sur case noire g1 | Tour noire sur case blanche c8 · Tour noire sur case noire d8 · Fou noir sur case noire f8 · Roi noir sur case blanche g8 · Pion noir sur case blanche f7 · Pion noir sur case noire g7 · Pion noir sur case blanche h7 · Dame noire sur case noire b6 · Pion noir sur case blanche b5 · Fou blanc sur case blanche d5 · Tour blanche sur case noire g5 · Cavalier noir sur case noire b4 · Dame blanche sur case blanche d3 · Pion blanc sur case noire g3 · Fou blanc sur case noire b2 · Pion blanc sur case blanche e2 · Pion blanc sur case noire f2 · Pion blanc sur case noire h2 · Tour blanche sur case blanche f1 · Roi blanc sur case noire g1 | 8 |
| 7 | Tour noire sur case blanche c8 · Tour noire sur case noire d8 · Fou noir sur case noire f8 · Roi noir sur case blanche g8 · Pion noir sur case blanche f7 · Pion noir sur case noire g7 · Pion noir sur case blanche h7 · Dame noire sur case noire b6 · Pion noir sur case blanche b5 · Fou blanc sur case blanche d5 · Tour blanche sur case noire g5 · Cavalier noir sur case noire b4 · Dame blanche sur case blanche d3 · Pion blanc sur case noire g3 · Fou blanc sur case noire b2 · Pion blanc sur case blanche e2 · Pion blanc sur case noire f2 · Pion blanc sur case noire h2 · Tour blanche sur case blanche f1 · Roi blanc sur case noire g1 | Tour noire sur case blanche c8 · Tour noire sur case noire d8 · Fou noir sur case noire f8 · Roi noir sur case blanche g8 · Pion noir sur case blanche f7 · Pion noir sur case noire g7 · Pion noir sur case blanche h7 · Dame noire sur case noire b6 · Pion noir sur case blanche b5 · Fou blanc sur case blanche d5 · Tour blanche sur case noire g5 · Cavalier noir sur case noire b4 · Dame blanche sur case blanche d3 · Pion blanc sur case noire g3 · Fou blanc sur case noire b2 · Pion blanc sur case blanche e2 · Pion blanc sur case noire f2 · Pion blanc sur case noire h2 · Tour blanche sur case blanche f1 · Roi blanc sur case noire g1 | Tour noire sur case blanche c8 · Tour noire sur case noire d8 · Fou noir sur case noire f8 · Roi noir sur case blanche g8 · Pion noir sur case blanche f7 · Pion noir sur case noire g7 · Pion noir sur case blanche h7 · Dame noire sur case noire b6 · Pion noir sur case blanche b5 · Fou blanc sur case blanche d5 · Tour blanche sur case noire g5 · Cavalier noir sur case noire b4 · Dame blanche sur case blanche d3 · Pion blanc sur case noire g3 · Fou blanc sur case noire b2 · Pion blanc sur case blanche e2 · Pion blanc sur case noire f2 · Pion blanc sur case noire h2 · Tour blanche sur case blanche f1 · Roi blanc sur case noire g1 | Tour noire sur case blanche c8 · Tour noire sur case noire d8 · Fou noir sur case noire f8 · Roi noir sur case blanche g8 · Pion noir sur case blanche f7 · Pion noir sur case noire g7 · Pion noir sur case blanche h7 · Dame noire sur case noire b6 · Pion noir sur case blanche b5 · Fou blanc sur case blanche d5 · Tour blanche sur case noire g5 · Cavalier noir sur case noire b4 · Dame blanche sur case blanche d3 · Pion blanc sur case noire g3 · Fou blanc sur case noire b2 · Pion blanc sur case blanche e2 · Pion blanc sur case noire f2 · Pion blanc sur case noire h2 · Tour blanche sur case blanche f1 · Roi blanc sur case noire g1 | Tour noire sur case blanche c8 · Tour noire sur case noire d8 · Fou noir sur case noire f8 · Roi noir sur case blanche g8 · Pion noir sur case blanche f7 · Pion noir sur case noire g7 · Pion noir sur case blanche h7 · Dame noire sur case noire b6 · Pion noir sur case blanche b5 · Fou blanc sur case blanche d5 · Tour blanche sur case noire g5 · Cavalier noir sur case noire b4 · Dame blanche sur case blanche d3 · Pion blanc sur case noire g3 · Fou blanc sur case noire b2 · Pion blanc sur case blanche e2 · Pion blanc sur case noire f2 · Pion blanc sur case noire h2 · Tour blanche sur case blanche f1 · Roi blanc sur case noire g1 | Tour noire sur case blanche c8 · Tour noire sur case noire d8 · Fou noir sur case noire f8 · Roi noir sur case blanche g8 · Pion noir sur case blanche f7 · Pion noir sur case noire g7 · Pion noir sur case blanche h7 · Dame noire sur case noire b6 · Pion noir sur case blanche b5 · Fou blanc sur case blanche d5 · Tour blanche sur case noire g5 · Cavalier noir sur case noire b4 · Dame blanche sur case blanche d3 · Pion blanc sur case noire g3 · Fou blanc sur case noire b2 · Pion blanc sur case blanche e2 · Pion blanc sur case noire f2 · Pion blanc sur case noire h2 · Tour blanche sur case blanche f1 · Roi blanc sur case noire g1 | Tour noire sur case blanche c8 · Tour noire sur case noire d8 · Fou noir sur case noire f8 · Roi noir sur case blanche g8 · Pion noir sur case blanche f7 · Pion noir sur case noire g7 · Pion noir sur case blanche h7 · Dame noire sur case noire b6 · Pion noir sur case blanche b5 · Fou blanc sur case blanche d5 · Tour blanche sur case noire g5 · Cavalier noir sur case noire b4 · Dame blanche sur case blanche d3 · Pion blanc sur case noire g3 · Fou blanc sur case noire b2 · Pion blanc sur case blanche e2 · Pion blanc sur case noire f2 · Pion blanc sur case noire h2 · Tour blanche sur case blanche f1 · Roi blanc sur case noire g1 | Tour noire sur case blanche c8 · Tour noire sur case noire d8 · Fou noir sur case noire f8 · Roi noir sur case blanche g8 · Pion noir sur case blanche f7 · Pion noir sur case noire g7 · Pion noir sur case blanche h7 · Dame noire sur case noire b6 · Pion noir sur case blanche b5 · Fou blanc sur case blanche d5 · Tour blanche sur case noire g5 · Cavalier noir sur case noire b4 · Dame blanche sur case blanche d3 · Pion blanc sur case noire g3 · Fou blanc sur case noire b2 · Pion blanc sur case blanche e2 · Pion blanc sur case noire f2 · Pion blanc sur case noire h2 · Tour blanche sur case blanche f1 · Roi blanc sur case noire g1 | 7 |
| 6 | Tour noire sur case blanche c8 · Tour noire sur case noire d8 · Fou noir sur case noire f8 · Roi noir sur case blanche g8 · Pion noir sur case blanche f7 · Pion noir sur case noire g7 · Pion noir sur case blanche h7 · Dame noire sur case noire b6 · Pion noir sur case blanche b5 · Fou blanc sur case blanche d5 · Tour blanche sur case noire g5 · Cavalier noir sur case noire b4 · Dame blanche sur case blanche d3 · Pion blanc sur case noire g3 · Fou blanc sur case noire b2 · Pion blanc sur case blanche e2 · Pion blanc sur case noire f2 · Pion blanc sur case noire h2 · Tour blanche sur case blanche f1 · Roi blanc sur case noire g1 | Tour noire sur case blanche c8 · Tour noire sur case noire d8 · Fou noir sur case noire f8 · Roi noir sur case blanche g8 · Pion noir sur case blanche f7 · Pion noir sur case noire g7 · Pion noir sur case blanche h7 · Dame noire sur case noire b6 · Pion noir sur case blanche b5 · Fou blanc sur case blanche d5 · Tour blanche sur case noire g5 · Cavalier noir sur case noire b4 · Dame blanche sur case blanche d3 · Pion blanc sur case noire g3 · Fou blanc sur case noire b2 · Pion blanc sur case blanche e2 · Pion blanc sur case noire f2 · Pion blanc sur case noire h2 · Tour blanche sur case blanche f1 · Roi blanc sur case noire g1 | Tour noire sur case blanche c8 · Tour noire sur case noire d8 · Fou noir sur case noire f8 · Roi noir sur case blanche g8 · Pion noir sur case blanche f7 · Pion noir sur case noire g7 · Pion noir sur case blanche h7 · Dame noire sur case noire b6 · Pion noir sur case blanche b5 · Fou blanc sur case blanche d5 · Tour blanche sur case noire g5 · Cavalier noir sur case noire b4 · Dame blanche sur case blanche d3 · Pion blanc sur case noire g3 · Fou blanc sur case noire b2 · Pion blanc sur case blanche e2 · Pion blanc sur case noire f2 · Pion blanc sur case noire h2 · Tour blanche sur case blanche f1 · Roi blanc sur case noire g1 | Tour noire sur case blanche c8 · Tour noire sur case noire d8 · Fou noir sur case noire f8 · Roi noir sur case blanche g8 · Pion noir sur case blanche f7 · Pion noir sur case noire g7 · Pion noir sur case blanche h7 · Dame noire sur case noire b6 · Pion noir sur case blanche b5 · Fou blanc sur case blanche d5 · Tour blanche sur case noire g5 · Cavalier noir sur case noire b4 · Dame blanche sur case blanche d3 · Pion blanc sur case noire g3 · Fou blanc sur case noire b2 · Pion blanc sur case blanche e2 · Pion blanc sur case noire f2 · Pion blanc sur case noire h2 · Tour blanche sur case blanche f1 · Roi blanc sur case noire g1 | Tour noire sur case blanche c8 · Tour noire sur case noire d8 · Fou noir sur case noire f8 · Roi noir sur case blanche g8 · Pion noir sur case blanche f7 · Pion noir sur case noire g7 · Pion noir sur case blanche h7 · Dame noire sur case noire b6 · Pion noir sur case blanche b5 · Fou blanc sur case blanche d5 · Tour blanche sur case noire g5 · Cavalier noir sur case noire b4 · Dame blanche sur case blanche d3 · Pion blanc sur case noire g3 · Fou blanc sur case noire b2 · Pion blanc sur case blanche e2 · Pion blanc sur case noire f2 · Pion blanc sur case noire h2 · Tour blanche sur case blanche f1 · Roi blanc sur case noire g1 | Tour noire sur case blanche c8 · Tour noire sur case noire d8 · Fou noir sur case noire f8 · Roi noir sur case blanche g8 · Pion noir sur case blanche f7 · Pion noir sur case noire g7 · Pion noir sur case blanche h7 · Dame noire sur case noire b6 · Pion noir sur case blanche b5 · Fou blanc sur case blanche d5 · Tour blanche sur case noire g5 · Cavalier noir sur case noire b4 · Dame blanche sur case blanche d3 · Pion blanc sur case noire g3 · Fou blanc sur case noire b2 · Pion blanc sur case blanche e2 · Pion blanc sur case noire f2 · Pion blanc sur case noire h2 · Tour blanche sur case blanche f1 · Roi blanc sur case noire g1 | Tour noire sur case blanche c8 · Tour noire sur case noire d8 · Fou noir sur case noire f8 · Roi noir sur case blanche g8 · Pion noir sur case blanche f7 · Pion noir sur case noire g7 · Pion noir sur case blanche h7 · Dame noire sur case noire b6 · Pion noir sur case blanche b5 · Fou blanc sur case blanche d5 · Tour blanche sur case noire g5 · Cavalier noir sur case noire b4 · Dame blanche sur case blanche d3 · Pion blanc sur case noire g3 · Fou blanc sur case noire b2 · Pion blanc sur case blanche e2 · Pion blanc sur case noire f2 · Pion blanc sur case noire h2 · Tour blanche sur case blanche f1 · Roi blanc sur case noire g1 | Tour noire sur case blanche c8 · Tour noire sur case noire d8 · Fou noir sur case noire f8 · Roi noir sur case blanche g8 · Pion noir sur case blanche f7 · Pion noir sur case noire g7 · Pion noir sur case blanche h7 · Dame noire sur case noire b6 · Pion noir sur case blanche b5 · Fou blanc sur case blanche d5 · Tour blanche sur case noire g5 · Cavalier noir sur case noire b4 · Dame blanche sur case blanche d3 · Pion blanc sur case noire g3 · Fou blanc sur case noire b2 · Pion blanc sur case blanche e2 · Pion blanc sur case noire f2 · Pion blanc sur case noire h2 · Tour blanche sur case blanche f1 · Roi blanc sur case noire g1 | 6 |
| 5 | Tour noire sur case blanche c8 · Tour noire sur case noire d8 · Fou noir sur case noire f8 · Roi noir sur case blanche g8 · Pion noir sur case blanche f7 · Pion noir sur case noire g7 · Pion noir sur case blanche h7 · Dame noire sur case noire b6 · Pion noir sur case blanche b5 · Fou blanc sur case blanche d5 · Tour blanche sur case noire g5 · Cavalier noir sur case noire b4 · Dame blanche sur case blanche d3 · Pion blanc sur case noire g3 · Fou blanc sur case noire b2 · Pion blanc sur case blanche e2 · Pion blanc sur case noire f2 · Pion blanc sur case noire h2 · Tour blanche sur case blanche f1 · Roi blanc sur case noire g1 | Tour noire sur case blanche c8 · Tour noire sur case noire d8 · Fou noir sur case noire f8 · Roi noir sur case blanche g8 · Pion noir sur case blanche f7 · Pion noir sur case noire g7 · Pion noir sur case blanche h7 · Dame noire sur case noire b6 · Pion noir sur case blanche b5 · Fou blanc sur case blanche d5 · Tour blanche sur case noire g5 · Cavalier noir sur case noire b4 · Dame blanche sur case blanche d3 · Pion blanc sur case noire g3 · Fou blanc sur case noire b2 · Pion blanc sur case blanche e2 · Pion blanc sur case noire f2 · Pion blanc sur case noire h2 · Tour blanche sur case blanche f1 · Roi blanc sur case noire g1 | Tour noire sur case blanche c8 · Tour noire sur case noire d8 · Fou noir sur case noire f8 · Roi noir sur case blanche g8 · Pion noir sur case blanche f7 · Pion noir sur case noire g7 · Pion noir sur case blanche h7 · Dame noire sur case noire b6 · Pion noir sur case blanche b5 · Fou blanc sur case blanche d5 · Tour blanche sur case noire g5 · Cavalier noir sur case noire b4 · Dame blanche sur case blanche d3 · Pion blanc sur case noire g3 · Fou blanc sur case noire b2 · Pion blanc sur case blanche e2 · Pion blanc sur case noire f2 · Pion blanc sur case noire h2 · Tour blanche sur case blanche f1 · Roi blanc sur case noire g1 | Tour noire sur case blanche c8 · Tour noire sur case noire d8 · Fou noir sur case noire f8 · Roi noir sur case blanche g8 · Pion noir sur case blanche f7 · Pion noir sur case noire g7 · Pion noir sur case blanche h7 · Dame noire sur case noire b6 · Pion noir sur case blanche b5 · Fou blanc sur case blanche d5 · Tour blanche sur case noire g5 · Cavalier noir sur case noire b4 · Dame blanche sur case blanche d3 · Pion blanc sur case noire g3 · Fou blanc sur case noire b2 · Pion blanc sur case blanche e2 · Pion blanc sur case noire f2 · Pion blanc sur case noire h2 · Tour blanche sur case blanche f1 · Roi blanc sur case noire g1 | Tour noire sur case blanche c8 · Tour noire sur case noire d8 · Fou noir sur case noire f8 · Roi noir sur case blanche g8 · Pion noir sur case blanche f7 · Pion noir sur case noire g7 · Pion noir sur case blanche h7 · Dame noire sur case noire b6 · Pion noir sur case blanche b5 · Fou blanc sur case blanche d5 · Tour blanche sur case noire g5 · Cavalier noir sur case noire b4 · Dame blanche sur case blanche d3 · Pion blanc sur case noire g3 · Fou blanc sur case noire b2 · Pion blanc sur case blanche e2 · Pion blanc sur case noire f2 · Pion blanc sur case noire h2 · Tour blanche sur case blanche f1 · Roi blanc sur case noire g1 | Tour noire sur case blanche c8 · Tour noire sur case noire d8 · Fou noir sur case noire f8 · Roi noir sur case blanche g8 · Pion noir sur case blanche f7 · Pion noir sur case noire g7 · Pion noir sur case blanche h7 · Dame noire sur case noire b6 · Pion noir sur case blanche b5 · Fou blanc sur case blanche d5 · Tour blanche sur case noire g5 · Cavalier noir sur case noire b4 · Dame blanche sur case blanche d3 · Pion blanc sur case noire g3 · Fou blanc sur case noire b2 · Pion blanc sur case blanche e2 · Pion blanc sur case noire f2 · Pion blanc sur case noire h2 · Tour blanche sur case blanche f1 · Roi blanc sur case noire g1 | Tour noire sur case blanche c8 · Tour noire sur case noire d8 · Fou noir sur case noire f8 · Roi noir sur case blanche g8 · Pion noir sur case blanche f7 · Pion noir sur case noire g7 · Pion noir sur case blanche h7 · Dame noire sur case noire b6 · Pion noir sur case blanche b5 · Fou blanc sur case blanche d5 · Tour blanche sur case noire g5 · Cavalier noir sur case noire b4 · Dame blanche sur case blanche d3 · Pion blanc sur case noire g3 · Fou blanc sur case noire b2 · Pion blanc sur case blanche e2 · Pion blanc sur case noire f2 · Pion blanc sur case noire h2 · Tour blanche sur case blanche f1 · Roi blanc sur case noire g1 | Tour noire sur case blanche c8 · Tour noire sur case noire d8 · Fou noir sur case noire f8 · Roi noir sur case blanche g8 · Pion noir sur case blanche f7 · Pion noir sur case noire g7 · Pion noir sur case blanche h7 · Dame noire sur case noire b6 · Pion noir sur case blanche b5 · Fou blanc sur case blanche d5 · Tour blanche sur case noire g5 · Cavalier noir sur case noire b4 · Dame blanche sur case blanche d3 · Pion blanc sur case noire g3 · Fou blanc sur case noire b2 · Pion blanc sur case blanche e2 · Pion blanc sur case noire f2 · Pion blanc sur case noire h2 · Tour blanche sur case blanche f1 · Roi blanc sur case noire g1 | 5 |
| 4 | Tour noire sur case blanche c8 · Tour noire sur case noire d8 · Fou noir sur case noire f8 · Roi noir sur case blanche g8 · Pion noir sur case blanche f7 · Pion noir sur case noire g7 · Pion noir sur case blanche h7 · Dame noire sur case noire b6 · Pion noir sur case blanche b5 · Fou blanc sur case blanche d5 · Tour blanche sur case noire g5 · Cavalier noir sur case noire b4 · Dame blanche sur case blanche d3 · Pion blanc sur case noire g3 · Fou blanc sur case noire b2 · Pion blanc sur case blanche e2 · Pion blanc sur case noire f2 · Pion blanc sur case noire h2 · Tour blanche sur case blanche f1 · Roi blanc sur case noire g1 | Tour noire sur case blanche c8 · Tour noire sur case noire d8 · Fou noir sur case noire f8 · Roi noir sur case blanche g8 · Pion noir sur case blanche f7 · Pion noir sur case noire g7 · Pion noir sur case blanche h7 · Dame noire sur case noire b6 · Pion noir sur case blanche b5 · Fou blanc sur case blanche d5 · Tour blanche sur case noire g5 · Cavalier noir sur case noire b4 · Dame blanche sur case blanche d3 · Pion blanc sur case noire g3 · Fou blanc sur case noire b2 · Pion blanc sur case blanche e2 · Pion blanc sur case noire f2 · Pion blanc sur case noire h2 · Tour blanche sur case blanche f1 · Roi blanc sur case noire g1 | Tour noire sur case blanche c8 · Tour noire sur case noire d8 · Fou noir sur case noire f8 · Roi noir sur case blanche g8 · Pion noir sur case blanche f7 · Pion noir sur case noire g7 · Pion noir sur case blanche h7 · Dame noire sur case noire b6 · Pion noir sur case blanche b5 · Fou blanc sur case blanche d5 · Tour blanche sur case noire g5 · Cavalier noir sur case noire b4 · Dame blanche sur case blanche d3 · Pion blanc sur case noire g3 · Fou blanc sur case noire b2 · Pion blanc sur case blanche e2 · Pion blanc sur case noire f2 · Pion blanc sur case noire h2 · Tour blanche sur case blanche f1 · Roi blanc sur case noire g1 | Tour noire sur case blanche c8 · Tour noire sur case noire d8 · Fou noir sur case noire f8 · Roi noir sur case blanche g8 · Pion noir sur case blanche f7 · Pion noir sur case noire g7 · Pion noir sur case blanche h7 · Dame noire sur case noire b6 · Pion noir sur case blanche b5 · Fou blanc sur case blanche d5 · Tour blanche sur case noire g5 · Cavalier noir sur case noire b4 · Dame blanche sur case blanche d3 · Pion blanc sur case noire g3 · Fou blanc sur case noire b2 · Pion blanc sur case blanche e2 · Pion blanc sur case noire f2 · Pion blanc sur case noire h2 · Tour blanche sur case blanche f1 · Roi blanc sur case noire g1 | Tour noire sur case blanche c8 · Tour noire sur case noire d8 · Fou noir sur case noire f8 · Roi noir sur case blanche g8 · Pion noir sur case blanche f7 · Pion noir sur case noire g7 · Pion noir sur case blanche h7 · Dame noire sur case noire b6 · Pion noir sur case blanche b5 · Fou blanc sur case blanche d5 · Tour blanche sur case noire g5 · Cavalier noir sur case noire b4 · Dame blanche sur case blanche d3 · Pion blanc sur case noire g3 · Fou blanc sur case noire b2 · Pion blanc sur case blanche e2 · Pion blanc sur case noire f2 · Pion blanc sur case noire h2 · Tour blanche sur case blanche f1 · Roi blanc sur case noire g1 | Tour noire sur case blanche c8 · Tour noire sur case noire d8 · Fou noir sur case noire f8 · Roi noir sur case blanche g8 · Pion noir sur case blanche f7 · Pion noir sur case noire g7 · Pion noir sur case blanche h7 · Dame noire sur case noire b6 · Pion noir sur case blanche b5 · Fou blanc sur case blanche d5 · Tour blanche sur case noire g5 · Cavalier noir sur case noire b4 · Dame blanche sur case blanche d3 · Pion blanc sur case noire g3 · Fou blanc sur case noire b2 · Pion blanc sur case blanche e2 · Pion blanc sur case noire f2 · Pion blanc sur case noire h2 · Tour blanche sur case blanche f1 · Roi blanc sur case noire g1 | Tour noire sur case blanche c8 · Tour noire sur case noire d8 · Fou noir sur case noire f8 · Roi noir sur case blanche g8 · Pion noir sur case blanche f7 · Pion noir sur case noire g7 · Pion noir sur case blanche h7 · Dame noire sur case noire b6 · Pion noir sur case blanche b5 · Fou blanc sur case blanche d5 · Tour blanche sur case noire g5 · Cavalier noir sur case noire b4 · Dame blanche sur case blanche d3 · Pion blanc sur case noire g3 · Fou blanc sur case noire b2 · Pion blanc sur case blanche e2 · Pion blanc sur case noire f2 · Pion blanc sur case noire h2 · Tour blanche sur case blanche f1 · Roi blanc sur case noire g1 | Tour noire sur case blanche c8 · Tour noire sur case noire d8 · Fou noir sur case noire f8 · Roi noir sur case blanche g8 · Pion noir sur case blanche f7 · Pion noir sur case noire g7 · Pion noir sur case blanche h7 · Dame noire sur case noire b6 · Pion noir sur case blanche b5 · Fou blanc sur case blanche d5 · Tour blanche sur case noire g5 · Cavalier noir sur case noire b4 · Dame blanche sur case blanche d3 · Pion blanc sur case noire g3 · Fou blanc sur case noire b2 · Pion blanc sur case blanche e2 · Pion blanc sur case noire f2 · Pion blanc sur case noire h2 · Tour blanche sur case blanche f1 · Roi blanc sur case noire g1 | 4 |
| 3 | Tour noire sur case blanche c8 · Tour noire sur case noire d8 · Fou noir sur case noire f8 · Roi noir sur case blanche g8 · Pion noir sur case blanche f7 · Pion noir sur case noire g7 · Pion noir sur case blanche h7 · Dame noire sur case noire b6 · Pion noir sur case blanche b5 · Fou blanc sur case blanche d5 · Tour blanche sur case noire g5 · Cavalier noir sur case noire b4 · Dame blanche sur case blanche d3 · Pion blanc sur case noire g3 · Fou blanc sur case noire b2 · Pion blanc sur case blanche e2 · Pion blanc sur case noire f2 · Pion blanc sur case noire h2 · Tour blanche sur case blanche f1 · Roi blanc sur case noire g1 | Tour noire sur case blanche c8 · Tour noire sur case noire d8 · Fou noir sur case noire f8 · Roi noir sur case blanche g8 · Pion noir sur case blanche f7 · Pion noir sur case noire g7 · Pion noir sur case blanche h7 · Dame noire sur case noire b6 · Pion noir sur case blanche b5 · Fou blanc sur case blanche d5 · Tour blanche sur case noire g5 · Cavalier noir sur case noire b4 · Dame blanche sur case blanche d3 · Pion blanc sur case noire g3 · Fou blanc sur case noire b2 · Pion blanc sur case blanche e2 · Pion blanc sur case noire f2 · Pion blanc sur case noire h2 · Tour blanche sur case blanche f1 · Roi blanc sur case noire g1 | Tour noire sur case blanche c8 · Tour noire sur case noire d8 · Fou noir sur case noire f8 · Roi noir sur case blanche g8 · Pion noir sur case blanche f7 · Pion noir sur case noire g7 · Pion noir sur case blanche h7 · Dame noire sur case noire b6 · Pion noir sur case blanche b5 · Fou blanc sur case blanche d5 · Tour blanche sur case noire g5 · Cavalier noir sur case noire b4 · Dame blanche sur case blanche d3 · Pion blanc sur case noire g3 · Fou blanc sur case noire b2 · Pion blanc sur case blanche e2 · Pion blanc sur case noire f2 · Pion blanc sur case noire h2 · Tour blanche sur case blanche f1 · Roi blanc sur case noire g1 | Tour noire sur case blanche c8 · Tour noire sur case noire d8 · Fou noir sur case noire f8 · Roi noir sur case blanche g8 · Pion noir sur case blanche f7 · Pion noir sur case noire g7 · Pion noir sur case blanche h7 · Dame noire sur case noire b6 · Pion noir sur case blanche b5 · Fou blanc sur case blanche d5 · Tour blanche sur case noire g5 · Cavalier noir sur case noire b4 · Dame blanche sur case blanche d3 · Pion blanc sur case noire g3 · Fou blanc sur case noire b2 · Pion blanc sur case blanche e2 · Pion blanc sur case noire f2 · Pion blanc sur case noire h2 · Tour blanche sur case blanche f1 · Roi blanc sur case noire g1 | Tour noire sur case blanche c8 · Tour noire sur case noire d8 · Fou noir sur case noire f8 · Roi noir sur case blanche g8 · Pion noir sur case blanche f7 · Pion noir sur case noire g7 · Pion noir sur case blanche h7 · Dame noire sur case noire b6 · Pion noir sur case blanche b5 · Fou blanc sur case blanche d5 · Tour blanche sur case noire g5 · Cavalier noir sur case noire b4 · Dame blanche sur case blanche d3 · Pion blanc sur case noire g3 · Fou blanc sur case noire b2 · Pion blanc sur case blanche e2 · Pion blanc sur case noire f2 · Pion blanc sur case noire h2 · Tour blanche sur case blanche f1 · Roi blanc sur case noire g1 | Tour noire sur case blanche c8 · Tour noire sur case noire d8 · Fou noir sur case noire f8 · Roi noir sur case blanche g8 · Pion noir sur case blanche f7 · Pion noir sur case noire g7 · Pion noir sur case blanche h7 · Dame noire sur case noire b6 · Pion noir sur case blanche b5 · Fou blanc sur case blanche d5 · Tour blanche sur case noire g5 · Cavalier noir sur case noire b4 · Dame blanche sur case blanche d3 · Pion blanc sur case noire g3 · Fou blanc sur case noire b2 · Pion blanc sur case blanche e2 · Pion blanc sur case noire f2 · Pion blanc sur case noire h2 · Tour blanche sur case blanche f1 · Roi blanc sur case noire g1 | Tour noire sur case blanche c8 · Tour noire sur case noire d8 · Fou noir sur case noire f8 · Roi noir sur case blanche g8 · Pion noir sur case blanche f7 · Pion noir sur case noire g7 · Pion noir sur case blanche h7 · Dame noire sur case noire b6 · Pion noir sur case blanche b5 · Fou blanc sur case blanche d5 · Tour blanche sur case noire g5 · Cavalier noir sur case noire b4 · Dame blanche sur case blanche d3 · Pion blanc sur case noire g3 · Fou blanc sur case noire b2 · Pion blanc sur case blanche e2 · Pion blanc sur case noire f2 · Pion blanc sur case noire h2 · Tour blanche sur case blanche f1 · Roi blanc sur case noire g1 | Tour noire sur case blanche c8 · Tour noire sur case noire d8 · Fou noir sur case noire f8 · Roi noir sur case blanche g8 · Pion noir sur case blanche f7 · Pion noir sur case noire g7 · Pion noir sur case blanche h7 · Dame noire sur case noire b6 · Pion noir sur case blanche b5 · Fou blanc sur case blanche d5 · Tour blanche sur case noire g5 · Cavalier noir sur case noire b4 · Dame blanche sur case blanche d3 · Pion blanc sur case noire g3 · Fou blanc sur case noire b2 · Pion blanc sur case blanche e2 · Pion blanc sur case noire f2 · Pion blanc sur case noire h2 · Tour blanche sur case blanche f1 · Roi blanc sur case noire g1 | 3 |
| 2 | Tour noire sur case blanche c8 · Tour noire sur case noire d8 · Fou noir sur case noire f8 · Roi noir sur case blanche g8 · Pion noir sur case blanche f7 · Pion noir sur case noire g7 · Pion noir sur case blanche h7 · Dame noire sur case noire b6 · Pion noir sur case blanche b5 · Fou blanc sur case blanche d5 · Tour blanche sur case noire g5 · Cavalier noir sur case noire b4 · Dame blanche sur case blanche d3 · Pion blanc sur case noire g3 · Fou blanc sur case noire b2 · Pion blanc sur case blanche e2 · Pion blanc sur case noire f2 · Pion blanc sur case noire h2 · Tour blanche sur case blanche f1 · Roi blanc sur case noire g1 | Tour noire sur case blanche c8 · Tour noire sur case noire d8 · Fou noir sur case noire f8 · Roi noir sur case blanche g8 · Pion noir sur case blanche f7 · Pion noir sur case noire g7 · Pion noir sur case blanche h7 · Dame noire sur case noire b6 · Pion noir sur case blanche b5 · Fou blanc sur case blanche d5 · Tour blanche sur case noire g5 · Cavalier noir sur case noire b4 · Dame blanche sur case blanche d3 · Pion blanc sur case noire g3 · Fou blanc sur case noire b2 · Pion blanc sur case blanche e2 · Pion blanc sur case noire f2 · Pion blanc sur case noire h2 · Tour blanche sur case blanche f1 · Roi blanc sur case noire g1 | Tour noire sur case blanche c8 · Tour noire sur case noire d8 · Fou noir sur case noire f8 · Roi noir sur case blanche g8 · Pion noir sur case blanche f7 · Pion noir sur case noire g7 · Pion noir sur case blanche h7 · Dame noire sur case noire b6 · Pion noir sur case blanche b5 · Fou blanc sur case blanche d5 · Tour blanche sur case noire g5 · Cavalier noir sur case noire b4 · Dame blanche sur case blanche d3 · Pion blanc sur case noire g3 · Fou blanc sur case noire b2 · Pion blanc sur case blanche e2 · Pion blanc sur case noire f2 · Pion blanc sur case noire h2 · Tour blanche sur case blanche f1 · Roi blanc sur case noire g1 | Tour noire sur case blanche c8 · Tour noire sur case noire d8 · Fou noir sur case noire f8 · Roi noir sur case blanche g8 · Pion noir sur case blanche f7 · Pion noir sur case noire g7 · Pion noir sur case blanche h7 · Dame noire sur case noire b6 · Pion noir sur case blanche b5 · Fou blanc sur case blanche d5 · Tour blanche sur case noire g5 · Cavalier noir sur case noire b4 · Dame blanche sur case blanche d3 · Pion blanc sur case noire g3 · Fou blanc sur case noire b2 · Pion blanc sur case blanche e2 · Pion blanc sur case noire f2 · Pion blanc sur case noire h2 · Tour blanche sur case blanche f1 · Roi blanc sur case noire g1 | Tour noire sur case blanche c8 · Tour noire sur case noire d8 · Fou noir sur case noire f8 · Roi noir sur case blanche g8 · Pion noir sur case blanche f7 · Pion noir sur case noire g7 · Pion noir sur case blanche h7 · Dame noire sur case noire b6 · Pion noir sur case blanche b5 · Fou blanc sur case blanche d5 · Tour blanche sur case noire g5 · Cavalier noir sur case noire b4 · Dame blanche sur case blanche d3 · Pion blanc sur case noire g3 · Fou blanc sur case noire b2 · Pion blanc sur case blanche e2 · Pion blanc sur case noire f2 · Pion blanc sur case noire h2 · Tour blanche sur case blanche f1 · Roi blanc sur case noire g1 | Tour noire sur case blanche c8 · Tour noire sur case noire d8 · Fou noir sur case noire f8 · Roi noir sur case blanche g8 · Pion noir sur case blanche f7 · Pion noir sur case noire g7 · Pion noir sur case blanche h7 · Dame noire sur case noire b6 · Pion noir sur case blanche b5 · Fou blanc sur case blanche d5 · Tour blanche sur case noire g5 · Cavalier noir sur case noire b4 · Dame blanche sur case blanche d3 · Pion blanc sur case noire g3 · Fou blanc sur case noire b2 · Pion blanc sur case blanche e2 · Pion blanc sur case noire f2 · Pion blanc sur case noire h2 · Tour blanche sur case blanche f1 · Roi blanc sur case noire g1 | Tour noire sur case blanche c8 · Tour noire sur case noire d8 · Fou noir sur case noire f8 · Roi noir sur case blanche g8 · Pion noir sur case blanche f7 · Pion noir sur case noire g7 · Pion noir sur case blanche h7 · Dame noire sur case noire b6 · Pion noir sur case blanche b5 · Fou blanc sur case blanche d5 · Tour blanche sur case noire g5 · Cavalier noir sur case noire b4 · Dame blanche sur case blanche d3 · Pion blanc sur case noire g3 · Fou blanc sur case noire b2 · Pion blanc sur case blanche e2 · Pion blanc sur case noire f2 · Pion blanc sur case noire h2 · Tour blanche sur case blanche f1 · Roi blanc sur case noire g1 | Tour noire sur case blanche c8 · Tour noire sur case noire d8 · Fou noir sur case noire f8 · Roi noir sur case blanche g8 · Pion noir sur case blanche f7 · Pion noir sur case noire g7 · Pion noir sur case blanche h7 · Dame noire sur case noire b6 · Pion noir sur case blanche b5 · Fou blanc sur case blanche d5 · Tour blanche sur case noire g5 · Cavalier noir sur case noire b4 · Dame blanche sur case blanche d3 · Pion blanc sur case noire g3 · Fou blanc sur case noire b2 · Pion blanc sur case blanche e2 · Pion blanc sur case noire f2 · Pion blanc sur case noire h2 · Tour blanche sur case blanche f1 · Roi blanc sur case noire g1 | 2 |
| 1 | Tour noire sur case blanche c8 · Tour noire sur case noire d8 · Fou noir sur case noire f8 · Roi noir sur case blanche g8 · Pion noir sur case blanche f7 · Pion noir sur case noire g7 · Pion noir sur case blanche h7 · Dame noire sur case noire b6 · Pion noir sur case blanche b5 · Fou blanc sur case blanche d5 · Tour blanche sur case noire g5 · Cavalier noir sur case noire b4 · Dame blanche sur case blanche d3 · Pion blanc sur case noire g3 · Fou blanc sur case noire b2 · Pion blanc sur case blanche e2 · Pion blanc sur case noire f2 · Pion blanc sur case noire h2 · Tour blanche sur case blanche f1 · Roi blanc sur case noire g1 | Tour noire sur case blanche c8 · Tour noire sur case noire d8 · Fou noir sur case noire f8 · Roi noir sur case blanche g8 · Pion noir sur case blanche f7 · Pion noir sur case noire g7 · Pion noir sur case blanche h7 · Dame noire sur case noire b6 · Pion noir sur case blanche b5 · Fou blanc sur case blanche d5 · Tour blanche sur case noire g5 · Cavalier noir sur case noire b4 · Dame blanche sur case blanche d3 · Pion blanc sur case noire g3 · Fou blanc sur case noire b2 · Pion blanc sur case blanche e2 · Pion blanc sur case noire f2 · Pion blanc sur case noire h2 · Tour blanche sur case blanche f1 · Roi blanc sur case noire g1 | Tour noire sur case blanche c8 · Tour noire sur case noire d8 · Fou noir sur case noire f8 · Roi noir sur case blanche g8 · Pion noir sur case blanche f7 · Pion noir sur case noire g7 · Pion noir sur case blanche h7 · Dame noire sur case noire b6 · Pion noir sur case blanche b5 · Fou blanc sur case blanche d5 · Tour blanche sur case noire g5 · Cavalier noir sur case noire b4 · Dame blanche sur case blanche d3 · Pion blanc sur case noire g3 · Fou blanc sur case noire b2 · Pion blanc sur case blanche e2 · Pion blanc sur case noire f2 · Pion blanc sur case noire h2 · Tour blanche sur case blanche f1 · Roi blanc sur case noire g1 | Tour noire sur case blanche c8 · Tour noire sur case noire d8 · Fou noir sur case noire f8 · Roi noir sur case blanche g8 · Pion noir sur case blanche f7 · Pion noir sur case noire g7 · Pion noir sur case blanche h7 · Dame noire sur case noire b6 · Pion noir sur case blanche b5 · Fou blanc sur case blanche d5 · Tour blanche sur case noire g5 · Cavalier noir sur case noire b4 · Dame blanche sur case blanche d3 · Pion blanc sur case noire g3 · Fou blanc sur case noire b2 · Pion blanc sur case blanche e2 · Pion blanc sur case noire f2 · Pion blanc sur case noire h2 · Tour blanche sur case blanche f1 · Roi blanc sur case noire g1 | Tour noire sur case blanche c8 · Tour noire sur case noire d8 · Fou noir sur case noire f8 · Roi noir sur case blanche g8 · Pion noir sur case blanche f7 · Pion noir sur case noire g7 · Pion noir sur case blanche h7 · Dame noire sur case noire b6 · Pion noir sur case blanche b5 · Fou blanc sur case blanche d5 · Tour blanche sur case noire g5 · Cavalier noir sur case noire b4 · Dame blanche sur case blanche d3 · Pion blanc sur case noire g3 · Fou blanc sur case noire b2 · Pion blanc sur case blanche e2 · Pion blanc sur case noire f2 · Pion blanc sur case noire h2 · Tour blanche sur case blanche f1 · Roi blanc sur case noire g1 | Tour noire sur case blanche c8 · Tour noire sur case noire d8 · Fou noir sur case noire f8 · Roi noir sur case blanche g8 · Pion noir sur case blanche f7 · Pion noir sur case noire g7 · Pion noir sur case blanche h7 · Dame noire sur case noire b6 · Pion noir sur case blanche b5 · Fou blanc sur case blanche d5 · Tour blanche sur case noire g5 · Cavalier noir sur case noire b4 · Dame blanche sur case blanche d3 · Pion blanc sur case noire g3 · Fou blanc sur case noire b2 · Pion blanc sur case blanche e2 · Pion blanc sur case noire f2 · Pion blanc sur case noire h2 · Tour blanche sur case blanche f1 · Roi blanc sur case noire g1 | Tour noire sur case blanche c8 · Tour noire sur case noire d8 · Fou noir sur case noire f8 · Roi noir sur case blanche g8 · Pion noir sur case blanche f7 · Pion noir sur case noire g7 · Pion noir sur case blanche h7 · Dame noire sur case noire b6 · Pion noir sur case blanche b5 · Fou blanc sur case blanche d5 · Tour blanche sur case noire g5 · Cavalier noir sur case noire b4 · Dame blanche sur case blanche d3 · Pion blanc sur case noire g3 · Fou blanc sur case noire b2 · Pion blanc sur case blanche e2 · Pion blanc sur case noire f2 · Pion blanc sur case noire h2 · Tour blanche sur case blanche f1 · Roi blanc sur case noire g1 | Tour noire sur case blanche c8 · Tour noire sur case noire d8 · Fou noir sur case noire f8 · Roi noir sur case blanche g8 · Pion noir sur case blanche f7 · Pion noir sur case noire g7 · Pion noir sur case blanche h7 · Dame noire sur case noire b6 · Pion noir sur case blanche b5 · Fou blanc sur case blanche d5 · Tour blanche sur case noire g5 · Cavalier noir sur case noire b4 · Dame blanche sur case blanche d3 · Pion blanc sur case noire g3 · Fou blanc sur case noire b2 · Pion blanc sur case blanche e2 · Pion blanc sur case noire f2 · Pion blanc sur case noire h2 · Tour blanche sur case blanche f1 · Roi blanc sur case noire g1 | 1 |
|   | a | b | c | d | e | f | g | h |   |

|   | a | b | c | d | e | f | g | h |   |
| 8 | Tour noire sur case noire d8 · Fou noir sur case noire f8 · Pion noir sur case noire g7 · Roi noir sur case blanche h7 · Dame blanche sur case blanche e6 · Pion noir sur case blanche b5 · Cavalier noir sur case noire b4 · Tour noire sur case blanche c4 · Pion blanc sur case blanche e4 · Tour blanche sur case blanche g4 · Pion blanc sur case noire g3 · Fou blanc sur case noire b2 · Dame noire sur case noire d2 · Pion blanc sur case noire f2 · Pion blanc sur case noire h2 · Tour blanche sur case blanche f1 · Roi blanc sur case noire g1 | Tour noire sur case noire d8 · Fou noir sur case noire f8 · Pion noir sur case noire g7 · Roi noir sur case blanche h7 · Dame blanche sur case blanche e6 · Pion noir sur case blanche b5 · Cavalier noir sur case noire b4 · Tour noire sur case blanche c4 · Pion blanc sur case blanche e4 · Tour blanche sur case blanche g4 · Pion blanc sur case noire g3 · Fou blanc sur case noire b2 · Dame noire sur case noire d2 · Pion blanc sur case noire f2 · Pion blanc sur case noire h2 · Tour blanche sur case blanche f1 · Roi blanc sur case noire g1 | Tour noire sur case noire d8 · Fou noir sur case noire f8 · Pion noir sur case noire g7 · Roi noir sur case blanche h7 · Dame blanche sur case blanche e6 · Pion noir sur case blanche b5 · Cavalier noir sur case noire b4 · Tour noire sur case blanche c4 · Pion blanc sur case blanche e4 · Tour blanche sur case blanche g4 · Pion blanc sur case noire g3 · Fou blanc sur case noire b2 · Dame noire sur case noire d2 · Pion blanc sur case noire f2 · Pion blanc sur case noire h2 · Tour blanche sur case blanche f1 · Roi blanc sur case noire g1 | Tour noire sur case noire d8 · Fou noir sur case noire f8 · Pion noir sur case noire g7 · Roi noir sur case blanche h7 · Dame blanche sur case blanche e6 · Pion noir sur case blanche b5 · Cavalier noir sur case noire b4 · Tour noire sur case blanche c4 · Pion blanc sur case blanche e4 · Tour blanche sur case blanche g4 · Pion blanc sur case noire g3 · Fou blanc sur case noire b2 · Dame noire sur case noire d2 · Pion blanc sur case noire f2 · Pion blanc sur case noire h2 · Tour blanche sur case blanche f1 · Roi blanc sur case noire g1 | Tour noire sur case noire d8 · Fou noir sur case noire f8 · Pion noir sur case noire g7 · Roi noir sur case blanche h7 · Dame blanche sur case blanche e6 · Pion noir sur case blanche b5 · Cavalier noir sur case noire b4 · Tour noire sur case blanche c4 · Pion blanc sur case blanche e4 · Tour blanche sur case blanche g4 · Pion blanc sur case noire g3 · Fou blanc sur case noire b2 · Dame noire sur case noire d2 · Pion blanc sur case noire f2 · Pion blanc sur case noire h2 · Tour blanche sur case blanche f1 · Roi blanc sur case noire g1 | Tour noire sur case noire d8 · Fou noir sur case noire f8 · Pion noir sur case noire g7 · Roi noir sur case blanche h7 · Dame blanche sur case blanche e6 · Pion noir sur case blanche b5 · Cavalier noir sur case noire b4 · Tour noire sur case blanche c4 · Pion blanc sur case blanche e4 · Tour blanche sur case blanche g4 · Pion blanc sur case noire g3 · Fou blanc sur case noire b2 · Dame noire sur case noire d2 · Pion blanc sur case noire f2 · Pion blanc sur case noire h2 · Tour blanche sur case blanche f1 · Roi blanc sur case noire g1 | Tour noire sur case noire d8 · Fou noir sur case noire f8 · Pion noir sur case noire g7 · Roi noir sur case blanche h7 · Dame blanche sur case blanche e6 · Pion noir sur case blanche b5 · Cavalier noir sur case noire b4 · Tour noire sur case blanche c4 · Pion blanc sur case blanche e4 · Tour blanche sur case blanche g4 · Pion blanc sur case noire g3 · Fou blanc sur case noire b2 · Dame noire sur case noire d2 · Pion blanc sur case noire f2 · Pion blanc sur case noire h2 · Tour blanche sur case blanche f1 · Roi blanc sur case noire g1 | Tour noire sur case noire d8 · Fou noir sur case noire f8 · Pion noir sur case noire g7 · Roi noir sur case blanche h7 · Dame blanche sur case blanche e6 · Pion noir sur case blanche b5 · Cavalier noir sur case noire b4 · Tour noire sur case blanche c4 · Pion blanc sur case blanche e4 · Tour blanche sur case blanche g4 · Pion blanc sur case noire g3 · Fou blanc sur case noire b2 · Dame noire sur case noire d2 · Pion blanc sur case noire f2 · Pion blanc sur case noire h2 · Tour blanche sur case blanche f1 · Roi blanc sur case noire g1 | 8 |
| 7 | Tour noire sur case noire d8 · Fou noir sur case noire f8 · Pion noir sur case noire g7 · Roi noir sur case blanche h7 · Dame blanche sur case blanche e6 · Pion noir sur case blanche b5 · Cavalier noir sur case noire b4 · Tour noire sur case blanche c4 · Pion blanc sur case blanche e4 · Tour blanche sur case blanche g4 · Pion blanc sur case noire g3 · Fou blanc sur case noire b2 · Dame noire sur case noire d2 · Pion blanc sur case noire f2 · Pion blanc sur case noire h2 · Tour blanche sur case blanche f1 · Roi blanc sur case noire g1 | Tour noire sur case noire d8 · Fou noir sur case noire f8 · Pion noir sur case noire g7 · Roi noir sur case blanche h7 · Dame blanche sur case blanche e6 · Pion noir sur case blanche b5 · Cavalier noir sur case noire b4 · Tour noire sur case blanche c4 · Pion blanc sur case blanche e4 · Tour blanche sur case blanche g4 · Pion blanc sur case noire g3 · Fou blanc sur case noire b2 · Dame noire sur case noire d2 · Pion blanc sur case noire f2 · Pion blanc sur case noire h2 · Tour blanche sur case blanche f1 · Roi blanc sur case noire g1 | Tour noire sur case noire d8 · Fou noir sur case noire f8 · Pion noir sur case noire g7 · Roi noir sur case blanche h7 · Dame blanche sur case blanche e6 · Pion noir sur case blanche b5 · Cavalier noir sur case noire b4 · Tour noire sur case blanche c4 · Pion blanc sur case blanche e4 · Tour blanche sur case blanche g4 · Pion blanc sur case noire g3 · Fou blanc sur case noire b2 · Dame noire sur case noire d2 · Pion blanc sur case noire f2 · Pion blanc sur case noire h2 · Tour blanche sur case blanche f1 · Roi blanc sur case noire g1 | Tour noire sur case noire d8 · Fou noir sur case noire f8 · Pion noir sur case noire g7 · Roi noir sur case blanche h7 · Dame blanche sur case blanche e6 · Pion noir sur case blanche b5 · Cavalier noir sur case noire b4 · Tour noire sur case blanche c4 · Pion blanc sur case blanche e4 · Tour blanche sur case blanche g4 · Pion blanc sur case noire g3 · Fou blanc sur case noire b2 · Dame noire sur case noire d2 · Pion blanc sur case noire f2 · Pion blanc sur case noire h2 · Tour blanche sur case blanche f1 · Roi blanc sur case noire g1 | Tour noire sur case noire d8 · Fou noir sur case noire f8 · Pion noir sur case noire g7 · Roi noir sur case blanche h7 · Dame blanche sur case blanche e6 · Pion noir sur case blanche b5 · Cavalier noir sur case noire b4 · Tour noire sur case blanche c4 · Pion blanc sur case blanche e4 · Tour blanche sur case blanche g4 · Pion blanc sur case noire g3 · Fou blanc sur case noire b2 · Dame noire sur case noire d2 · Pion blanc sur case noire f2 · Pion blanc sur case noire h2 · Tour blanche sur case blanche f1 · Roi blanc sur case noire g1 | Tour noire sur case noire d8 · Fou noir sur case noire f8 · Pion noir sur case noire g7 · Roi noir sur case blanche h7 · Dame blanche sur case blanche e6 · Pion noir sur case blanche b5 · Cavalier noir sur case noire b4 · Tour noire sur case blanche c4 · Pion blanc sur case blanche e4 · Tour blanche sur case blanche g4 · Pion blanc sur case noire g3 · Fou blanc sur case noire b2 · Dame noire sur case noire d2 · Pion blanc sur case noire f2 · Pion blanc sur case noire h2 · Tour blanche sur case blanche f1 · Roi blanc sur case noire g1 | Tour noire sur case noire d8 · Fou noir sur case noire f8 · Pion noir sur case noire g7 · Roi noir sur case blanche h7 · Dame blanche sur case blanche e6 · Pion noir sur case blanche b5 · Cavalier noir sur case noire b4 · Tour noire sur case blanche c4 · Pion blanc sur case blanche e4 · Tour blanche sur case blanche g4 · Pion blanc sur case noire g3 · Fou blanc sur case noire b2 · Dame noire sur case noire d2 · Pion blanc sur case noire f2 · Pion blanc sur case noire h2 · Tour blanche sur case blanche f1 · Roi blanc sur case noire g1 | Tour noire sur case noire d8 · Fou noir sur case noire f8 · Pion noir sur case noire g7 · Roi noir sur case blanche h7 · Dame blanche sur case blanche e6 · Pion noir sur case blanche b5 · Cavalier noir sur case noire b4 · Tour noire sur case blanche c4 · Pion blanc sur case blanche e4 · Tour blanche sur case blanche g4 · Pion blanc sur case noire g3 · Fou blanc sur case noire b2 · Dame noire sur case noire d2 · Pion blanc sur case noire f2 · Pion blanc sur case noire h2 · Tour blanche sur case blanche f1 · Roi blanc sur case noire g1 | 7 |
| 6 | Tour noire sur case noire d8 · Fou noir sur case noire f8 · Pion noir sur case noire g7 · Roi noir sur case blanche h7 · Dame blanche sur case blanche e6 · Pion noir sur case blanche b5 · Cavalier noir sur case noire b4 · Tour noire sur case blanche c4 · Pion blanc sur case blanche e4 · Tour blanche sur case blanche g4 · Pion blanc sur case noire g3 · Fou blanc sur case noire b2 · Dame noire sur case noire d2 · Pion blanc sur case noire f2 · Pion blanc sur case noire h2 · Tour blanche sur case blanche f1 · Roi blanc sur case noire g1 | Tour noire sur case noire d8 · Fou noir sur case noire f8 · Pion noir sur case noire g7 · Roi noir sur case blanche h7 · Dame blanche sur case blanche e6 · Pion noir sur case blanche b5 · Cavalier noir sur case noire b4 · Tour noire sur case blanche c4 · Pion blanc sur case blanche e4 · Tour blanche sur case blanche g4 · Pion blanc sur case noire g3 · Fou blanc sur case noire b2 · Dame noire sur case noire d2 · Pion blanc sur case noire f2 · Pion blanc sur case noire h2 · Tour blanche sur case blanche f1 · Roi blanc sur case noire g1 | Tour noire sur case noire d8 · Fou noir sur case noire f8 · Pion noir sur case noire g7 · Roi noir sur case blanche h7 · Dame blanche sur case blanche e6 · Pion noir sur case blanche b5 · Cavalier noir sur case noire b4 · Tour noire sur case blanche c4 · Pion blanc sur case blanche e4 · Tour blanche sur case blanche g4 · Pion blanc sur case noire g3 · Fou blanc sur case noire b2 · Dame noire sur case noire d2 · Pion blanc sur case noire f2 · Pion blanc sur case noire h2 · Tour blanche sur case blanche f1 · Roi blanc sur case noire g1 | Tour noire sur case noire d8 · Fou noir sur case noire f8 · Pion noir sur case noire g7 · Roi noir sur case blanche h7 · Dame blanche sur case blanche e6 · Pion noir sur case blanche b5 · Cavalier noir sur case noire b4 · Tour noire sur case blanche c4 · Pion blanc sur case blanche e4 · Tour blanche sur case blanche g4 · Pion blanc sur case noire g3 · Fou blanc sur case noire b2 · Dame noire sur case noire d2 · Pion blanc sur case noire f2 · Pion blanc sur case noire h2 · Tour blanche sur case blanche f1 · Roi blanc sur case noire g1 | Tour noire sur case noire d8 · Fou noir sur case noire f8 · Pion noir sur case noire g7 · Roi noir sur case blanche h7 · Dame blanche sur case blanche e6 · Pion noir sur case blanche b5 · Cavalier noir sur case noire b4 · Tour noire sur case blanche c4 · Pion blanc sur case blanche e4 · Tour blanche sur case blanche g4 · Pion blanc sur case noire g3 · Fou blanc sur case noire b2 · Dame noire sur case noire d2 · Pion blanc sur case noire f2 · Pion blanc sur case noire h2 · Tour blanche sur case blanche f1 · Roi blanc sur case noire g1 | Tour noire sur case noire d8 · Fou noir sur case noire f8 · Pion noir sur case noire g7 · Roi noir sur case blanche h7 · Dame blanche sur case blanche e6 · Pion noir sur case blanche b5 · Cavalier noir sur case noire b4 · Tour noire sur case blanche c4 · Pion blanc sur case blanche e4 · Tour blanche sur case blanche g4 · Pion blanc sur case noire g3 · Fou blanc sur case noire b2 · Dame noire sur case noire d2 · Pion blanc sur case noire f2 · Pion blanc sur case noire h2 · Tour blanche sur case blanche f1 · Roi blanc sur case noire g1 | Tour noire sur case noire d8 · Fou noir sur case noire f8 · Pion noir sur case noire g7 · Roi noir sur case blanche h7 · Dame blanche sur case blanche e6 · Pion noir sur case blanche b5 · Cavalier noir sur case noire b4 · Tour noire sur case blanche c4 · Pion blanc sur case blanche e4 · Tour blanche sur case blanche g4 · Pion blanc sur case noire g3 · Fou blanc sur case noire b2 · Dame noire sur case noire d2 · Pion blanc sur case noire f2 · Pion blanc sur case noire h2 · Tour blanche sur case blanche f1 · Roi blanc sur case noire g1 | Tour noire sur case noire d8 · Fou noir sur case noire f8 · Pion noir sur case noire g7 · Roi noir sur case blanche h7 · Dame blanche sur case blanche e6 · Pion noir sur case blanche b5 · Cavalier noir sur case noire b4 · Tour noire sur case blanche c4 · Pion blanc sur case blanche e4 · Tour blanche sur case blanche g4 · Pion blanc sur case noire g3 · Fou blanc sur case noire b2 · Dame noire sur case noire d2 · Pion blanc sur case noire f2 · Pion blanc sur case noire h2 · Tour blanche sur case blanche f1 · Roi blanc sur case noire g1 | 6 |
| 5 | Tour noire sur case noire d8 · Fou noir sur case noire f8 · Pion noir sur case noire g7 · Roi noir sur case blanche h7 · Dame blanche sur case blanche e6 · Pion noir sur case blanche b5 · Cavalier noir sur case noire b4 · Tour noire sur case blanche c4 · Pion blanc sur case blanche e4 · Tour blanche sur case blanche g4 · Pion blanc sur case noire g3 · Fou blanc sur case noire b2 · Dame noire sur case noire d2 · Pion blanc sur case noire f2 · Pion blanc sur case noire h2 · Tour blanche sur case blanche f1 · Roi blanc sur case noire g1 | Tour noire sur case noire d8 · Fou noir sur case noire f8 · Pion noir sur case noire g7 · Roi noir sur case blanche h7 · Dame blanche sur case blanche e6 · Pion noir sur case blanche b5 · Cavalier noir sur case noire b4 · Tour noire sur case blanche c4 · Pion blanc sur case blanche e4 · Tour blanche sur case blanche g4 · Pion blanc sur case noire g3 · Fou blanc sur case noire b2 · Dame noire sur case noire d2 · Pion blanc sur case noire f2 · Pion blanc sur case noire h2 · Tour blanche sur case blanche f1 · Roi blanc sur case noire g1 | Tour noire sur case noire d8 · Fou noir sur case noire f8 · Pion noir sur case noire g7 · Roi noir sur case blanche h7 · Dame blanche sur case blanche e6 · Pion noir sur case blanche b5 · Cavalier noir sur case noire b4 · Tour noire sur case blanche c4 · Pion blanc sur case blanche e4 · Tour blanche sur case blanche g4 · Pion blanc sur case noire g3 · Fou blanc sur case noire b2 · Dame noire sur case noire d2 · Pion blanc sur case noire f2 · Pion blanc sur case noire h2 · Tour blanche sur case blanche f1 · Roi blanc sur case noire g1 | Tour noire sur case noire d8 · Fou noir sur case noire f8 · Pion noir sur case noire g7 · Roi noir sur case blanche h7 · Dame blanche sur case blanche e6 · Pion noir sur case blanche b5 · Cavalier noir sur case noire b4 · Tour noire sur case blanche c4 · Pion blanc sur case blanche e4 · Tour blanche sur case blanche g4 · Pion blanc sur case noire g3 · Fou blanc sur case noire b2 · Dame noire sur case noire d2 · Pion blanc sur case noire f2 · Pion blanc sur case noire h2 · Tour blanche sur case blanche f1 · Roi blanc sur case noire g1 | Tour noire sur case noire d8 · Fou noir sur case noire f8 · Pion noir sur case noire g7 · Roi noir sur case blanche h7 · Dame blanche sur case blanche e6 · Pion noir sur case blanche b5 · Cavalier noir sur case noire b4 · Tour noire sur case blanche c4 · Pion blanc sur case blanche e4 · Tour blanche sur case blanche g4 · Pion blanc sur case noire g3 · Fou blanc sur case noire b2 · Dame noire sur case noire d2 · Pion blanc sur case noire f2 · Pion blanc sur case noire h2 · Tour blanche sur case blanche f1 · Roi blanc sur case noire g1 | Tour noire sur case noire d8 · Fou noir sur case noire f8 · Pion noir sur case noire g7 · Roi noir sur case blanche h7 · Dame blanche sur case blanche e6 · Pion noir sur case blanche b5 · Cavalier noir sur case noire b4 · Tour noire sur case blanche c4 · Pion blanc sur case blanche e4 · Tour blanche sur case blanche g4 · Pion blanc sur case noire g3 · Fou blanc sur case noire b2 · Dame noire sur case noire d2 · Pion blanc sur case noire f2 · Pion blanc sur case noire h2 · Tour blanche sur case blanche f1 · Roi blanc sur case noire g1 | Tour noire sur case noire d8 · Fou noir sur case noire f8 · Pion noir sur case noire g7 · Roi noir sur case blanche h7 · Dame blanche sur case blanche e6 · Pion noir sur case blanche b5 · Cavalier noir sur case noire b4 · Tour noire sur case blanche c4 · Pion blanc sur case blanche e4 · Tour blanche sur case blanche g4 · Pion blanc sur case noire g3 · Fou blanc sur case noire b2 · Dame noire sur case noire d2 · Pion blanc sur case noire f2 · Pion blanc sur case noire h2 · Tour blanche sur case blanche f1 · Roi blanc sur case noire g1 | Tour noire sur case noire d8 · Fou noir sur case noire f8 · Pion noir sur case noire g7 · Roi noir sur case blanche h7 · Dame blanche sur case blanche e6 · Pion noir sur case blanche b5 · Cavalier noir sur case noire b4 · Tour noire sur case blanche c4 · Pion blanc sur case blanche e4 · Tour blanche sur case blanche g4 · Pion blanc sur case noire g3 · Fou blanc sur case noire b2 · Dame noire sur case noire d2 · Pion blanc sur case noire f2 · Pion blanc sur case noire h2 · Tour blanche sur case blanche f1 · Roi blanc sur case noire g1 | 5 |
| 4 | Tour noire sur case noire d8 · Fou noir sur case noire f8 · Pion noir sur case noire g7 · Roi noir sur case blanche h7 · Dame blanche sur case blanche e6 · Pion noir sur case blanche b5 · Cavalier noir sur case noire b4 · Tour noire sur case blanche c4 · Pion blanc sur case blanche e4 · Tour blanche sur case blanche g4 · Pion blanc sur case noire g3 · Fou blanc sur case noire b2 · Dame noire sur case noire d2 · Pion blanc sur case noire f2 · Pion blanc sur case noire h2 · Tour blanche sur case blanche f1 · Roi blanc sur case noire g1 | Tour noire sur case noire d8 · Fou noir sur case noire f8 · Pion noir sur case noire g7 · Roi noir sur case blanche h7 · Dame blanche sur case blanche e6 · Pion noir sur case blanche b5 · Cavalier noir sur case noire b4 · Tour noire sur case blanche c4 · Pion blanc sur case blanche e4 · Tour blanche sur case blanche g4 · Pion blanc sur case noire g3 · Fou blanc sur case noire b2 · Dame noire sur case noire d2 · Pion blanc sur case noire f2 · Pion blanc sur case noire h2 · Tour blanche sur case blanche f1 · Roi blanc sur case noire g1 | Tour noire sur case noire d8 · Fou noir sur case noire f8 · Pion noir sur case noire g7 · Roi noir sur case blanche h7 · Dame blanche sur case blanche e6 · Pion noir sur case blanche b5 · Cavalier noir sur case noire b4 · Tour noire sur case blanche c4 · Pion blanc sur case blanche e4 · Tour blanche sur case blanche g4 · Pion blanc sur case noire g3 · Fou blanc sur case noire b2 · Dame noire sur case noire d2 · Pion blanc sur case noire f2 · Pion blanc sur case noire h2 · Tour blanche sur case blanche f1 · Roi blanc sur case noire g1 | Tour noire sur case noire d8 · Fou noir sur case noire f8 · Pion noir sur case noire g7 · Roi noir sur case blanche h7 · Dame blanche sur case blanche e6 · Pion noir sur case blanche b5 · Cavalier noir sur case noire b4 · Tour noire sur case blanche c4 · Pion blanc sur case blanche e4 · Tour blanche sur case blanche g4 · Pion blanc sur case noire g3 · Fou blanc sur case noire b2 · Dame noire sur case noire d2 · Pion blanc sur case noire f2 · Pion blanc sur case noire h2 · Tour blanche sur case blanche f1 · Roi blanc sur case noire g1 | Tour noire sur case noire d8 · Fou noir sur case noire f8 · Pion noir sur case noire g7 · Roi noir sur case blanche h7 · Dame blanche sur case blanche e6 · Pion noir sur case blanche b5 · Cavalier noir sur case noire b4 · Tour noire sur case blanche c4 · Pion blanc sur case blanche e4 · Tour blanche sur case blanche g4 · Pion blanc sur case noire g3 · Fou blanc sur case noire b2 · Dame noire sur case noire d2 · Pion blanc sur case noire f2 · Pion blanc sur case noire h2 · Tour blanche sur case blanche f1 · Roi blanc sur case noire g1 | Tour noire sur case noire d8 · Fou noir sur case noire f8 · Pion noir sur case noire g7 · Roi noir sur case blanche h7 · Dame blanche sur case blanche e6 · Pion noir sur case blanche b5 · Cavalier noir sur case noire b4 · Tour noire sur case blanche c4 · Pion blanc sur case blanche e4 · Tour blanche sur case blanche g4 · Pion blanc sur case noire g3 · Fou blanc sur case noire b2 · Dame noire sur case noire d2 · Pion blanc sur case noire f2 · Pion blanc sur case noire h2 · Tour blanche sur case blanche f1 · Roi blanc sur case noire g1 | Tour noire sur case noire d8 · Fou noir sur case noire f8 · Pion noir sur case noire g7 · Roi noir sur case blanche h7 · Dame blanche sur case blanche e6 · Pion noir sur case blanche b5 · Cavalier noir sur case noire b4 · Tour noire sur case blanche c4 · Pion blanc sur case blanche e4 · Tour blanche sur case blanche g4 · Pion blanc sur case noire g3 · Fou blanc sur case noire b2 · Dame noire sur case noire d2 · Pion blanc sur case noire f2 · Pion blanc sur case noire h2 · Tour blanche sur case blanche f1 · Roi blanc sur case noire g1 | Tour noire sur case noire d8 · Fou noir sur case noire f8 · Pion noir sur case noire g7 · Roi noir sur case blanche h7 · Dame blanche sur case blanche e6 · Pion noir sur case blanche b5 · Cavalier noir sur case noire b4 · Tour noire sur case blanche c4 · Pion blanc sur case blanche e4 · Tour blanche sur case blanche g4 · Pion blanc sur case noire g3 · Fou blanc sur case noire b2 · Dame noire sur case noire d2 · Pion blanc sur case noire f2 · Pion blanc sur case noire h2 · Tour blanche sur case blanche f1 · Roi blanc sur case noire g1 | 4 |
| 3 | Tour noire sur case noire d8 · Fou noir sur case noire f8 · Pion noir sur case noire g7 · Roi noir sur case blanche h7 · Dame blanche sur case blanche e6 · Pion noir sur case blanche b5 · Cavalier noir sur case noire b4 · Tour noire sur case blanche c4 · Pion blanc sur case blanche e4 · Tour blanche sur case blanche g4 · Pion blanc sur case noire g3 · Fou blanc sur case noire b2 · Dame noire sur case noire d2 · Pion blanc sur case noire f2 · Pion blanc sur case noire h2 · Tour blanche sur case blanche f1 · Roi blanc sur case noire g1 | Tour noire sur case noire d8 · Fou noir sur case noire f8 · Pion noir sur case noire g7 · Roi noir sur case blanche h7 · Dame blanche sur case blanche e6 · Pion noir sur case blanche b5 · Cavalier noir sur case noire b4 · Tour noire sur case blanche c4 · Pion blanc sur case blanche e4 · Tour blanche sur case blanche g4 · Pion blanc sur case noire g3 · Fou blanc sur case noire b2 · Dame noire sur case noire d2 · Pion blanc sur case noire f2 · Pion blanc sur case noire h2 · Tour blanche sur case blanche f1 · Roi blanc sur case noire g1 | Tour noire sur case noire d8 · Fou noir sur case noire f8 · Pion noir sur case noire g7 · Roi noir sur case blanche h7 · Dame blanche sur case blanche e6 · Pion noir sur case blanche b5 · Cavalier noir sur case noire b4 · Tour noire sur case blanche c4 · Pion blanc sur case blanche e4 · Tour blanche sur case blanche g4 · Pion blanc sur case noire g3 · Fou blanc sur case noire b2 · Dame noire sur case noire d2 · Pion blanc sur case noire f2 · Pion blanc sur case noire h2 · Tour blanche sur case blanche f1 · Roi blanc sur case noire g1 | Tour noire sur case noire d8 · Fou noir sur case noire f8 · Pion noir sur case noire g7 · Roi noir sur case blanche h7 · Dame blanche sur case blanche e6 · Pion noir sur case blanche b5 · Cavalier noir sur case noire b4 · Tour noire sur case blanche c4 · Pion blanc sur case blanche e4 · Tour blanche sur case blanche g4 · Pion blanc sur case noire g3 · Fou blanc sur case noire b2 · Dame noire sur case noire d2 · Pion blanc sur case noire f2 · Pion blanc sur case noire h2 · Tour blanche sur case blanche f1 · Roi blanc sur case noire g1 | Tour noire sur case noire d8 · Fou noir sur case noire f8 · Pion noir sur case noire g7 · Roi noir sur case blanche h7 · Dame blanche sur case blanche e6 · Pion noir sur case blanche b5 · Cavalier noir sur case noire b4 · Tour noire sur case blanche c4 · Pion blanc sur case blanche e4 · Tour blanche sur case blanche g4 · Pion blanc sur case noire g3 · Fou blanc sur case noire b2 · Dame noire sur case noire d2 · Pion blanc sur case noire f2 · Pion blanc sur case noire h2 · Tour blanche sur case blanche f1 · Roi blanc sur case noire g1 | Tour noire sur case noire d8 · Fou noir sur case noire f8 · Pion noir sur case noire g7 · Roi noir sur case blanche h7 · Dame blanche sur case blanche e6 · Pion noir sur case blanche b5 · Cavalier noir sur case noire b4 · Tour noire sur case blanche c4 · Pion blanc sur case blanche e4 · Tour blanche sur case blanche g4 · Pion blanc sur case noire g3 · Fou blanc sur case noire b2 · Dame noire sur case noire d2 · Pion blanc sur case noire f2 · Pion blanc sur case noire h2 · Tour blanche sur case blanche f1 · Roi blanc sur case noire g1 | Tour noire sur case noire d8 · Fou noir sur case noire f8 · Pion noir sur case noire g7 · Roi noir sur case blanche h7 · Dame blanche sur case blanche e6 · Pion noir sur case blanche b5 · Cavalier noir sur case noire b4 · Tour noire sur case blanche c4 · Pion blanc sur case blanche e4 · Tour blanche sur case blanche g4 · Pion blanc sur case noire g3 · Fou blanc sur case noire b2 · Dame noire sur case noire d2 · Pion blanc sur case noire f2 · Pion blanc sur case noire h2 · Tour blanche sur case blanche f1 · Roi blanc sur case noire g1 | Tour noire sur case noire d8 · Fou noir sur case noire f8 · Pion noir sur case noire g7 · Roi noir sur case blanche h7 · Dame blanche sur case blanche e6 · Pion noir sur case blanche b5 · Cavalier noir sur case noire b4 · Tour noire sur case blanche c4 · Pion blanc sur case blanche e4 · Tour blanche sur case blanche g4 · Pion blanc sur case noire g3 · Fou blanc sur case noire b2 · Dame noire sur case noire d2 · Pion blanc sur case noire f2 · Pion blanc sur case noire h2 · Tour blanche sur case blanche f1 · Roi blanc sur case noire g1 | 3 |
| 2 | Tour noire sur case noire d8 · Fou noir sur case noire f8 · Pion noir sur case noire g7 · Roi noir sur case blanche h7 · Dame blanche sur case blanche e6 · Pion noir sur case blanche b5 · Cavalier noir sur case noire b4 · Tour noire sur case blanche c4 · Pion blanc sur case blanche e4 · Tour blanche sur case blanche g4 · Pion blanc sur case noire g3 · Fou blanc sur case noire b2 · Dame noire sur case noire d2 · Pion blanc sur case noire f2 · Pion blanc sur case noire h2 · Tour blanche sur case blanche f1 · Roi blanc sur case noire g1 | Tour noire sur case noire d8 · Fou noir sur case noire f8 · Pion noir sur case noire g7 · Roi noir sur case blanche h7 · Dame blanche sur case blanche e6 · Pion noir sur case blanche b5 · Cavalier noir sur case noire b4 · Tour noire sur case blanche c4 · Pion blanc sur case blanche e4 · Tour blanche sur case blanche g4 · Pion blanc sur case noire g3 · Fou blanc sur case noire b2 · Dame noire sur case noire d2 · Pion blanc sur case noire f2 · Pion blanc sur case noire h2 · Tour blanche sur case blanche f1 · Roi blanc sur case noire g1 | Tour noire sur case noire d8 · Fou noir sur case noire f8 · Pion noir sur case noire g7 · Roi noir sur case blanche h7 · Dame blanche sur case blanche e6 · Pion noir sur case blanche b5 · Cavalier noir sur case noire b4 · Tour noire sur case blanche c4 · Pion blanc sur case blanche e4 · Tour blanche sur case blanche g4 · Pion blanc sur case noire g3 · Fou blanc sur case noire b2 · Dame noire sur case noire d2 · Pion blanc sur case noire f2 · Pion blanc sur case noire h2 · Tour blanche sur case blanche f1 · Roi blanc sur case noire g1 | Tour noire sur case noire d8 · Fou noir sur case noire f8 · Pion noir sur case noire g7 · Roi noir sur case blanche h7 · Dame blanche sur case blanche e6 · Pion noir sur case blanche b5 · Cavalier noir sur case noire b4 · Tour noire sur case blanche c4 · Pion blanc sur case blanche e4 · Tour blanche sur case blanche g4 · Pion blanc sur case noire g3 · Fou blanc sur case noire b2 · Dame noire sur case noire d2 · Pion blanc sur case noire f2 · Pion blanc sur case noire h2 · Tour blanche sur case blanche f1 · Roi blanc sur case noire g1 | Tour noire sur case noire d8 · Fou noir sur case noire f8 · Pion noir sur case noire g7 · Roi noir sur case blanche h7 · Dame blanche sur case blanche e6 · Pion noir sur case blanche b5 · Cavalier noir sur case noire b4 · Tour noire sur case blanche c4 · Pion blanc sur case blanche e4 · Tour blanche sur case blanche g4 · Pion blanc sur case noire g3 · Fou blanc sur case noire b2 · Dame noire sur case noire d2 · Pion blanc sur case noire f2 · Pion blanc sur case noire h2 · Tour blanche sur case blanche f1 · Roi blanc sur case noire g1 | Tour noire sur case noire d8 · Fou noir sur case noire f8 · Pion noir sur case noire g7 · Roi noir sur case blanche h7 · Dame blanche sur case blanche e6 · Pion noir sur case blanche b5 · Cavalier noir sur case noire b4 · Tour noire sur case blanche c4 · Pion blanc sur case blanche e4 · Tour blanche sur case blanche g4 · Pion blanc sur case noire g3 · Fou blanc sur case noire b2 · Dame noire sur case noire d2 · Pion blanc sur case noire f2 · Pion blanc sur case noire h2 · Tour blanche sur case blanche f1 · Roi blanc sur case noire g1 | Tour noire sur case noire d8 · Fou noir sur case noire f8 · Pion noir sur case noire g7 · Roi noir sur case blanche h7 · Dame blanche sur case blanche e6 · Pion noir sur case blanche b5 · Cavalier noir sur case noire b4 · Tour noire sur case blanche c4 · Pion blanc sur case blanche e4 · Tour blanche sur case blanche g4 · Pion blanc sur case noire g3 · Fou blanc sur case noire b2 · Dame noire sur case noire d2 · Pion blanc sur case noire f2 · Pion blanc sur case noire h2 · Tour blanche sur case blanche f1 · Roi blanc sur case noire g1 | Tour noire sur case noire d8 · Fou noir sur case noire f8 · Pion noir sur case noire g7 · Roi noir sur case blanche h7 · Dame blanche sur case blanche e6 · Pion noir sur case blanche b5 · Cavalier noir sur case noire b4 · Tour noire sur case blanche c4 · Pion blanc sur case blanche e4 · Tour blanche sur case blanche g4 · Pion blanc sur case noire g3 · Fou blanc sur case noire b2 · Dame noire sur case noire d2 · Pion blanc sur case noire f2 · Pion blanc sur case noire h2 · Tour blanche sur case blanche f1 · Roi blanc sur case noire g1 | 2 |
| 1 | Tour noire sur case noire d8 · Fou noir sur case noire f8 · Pion noir sur case noire g7 · Roi noir sur case blanche h7 · Dame blanche sur case blanche e6 · Pion noir sur case blanche b5 · Cavalier noir sur case noire b4 · Tour noire sur case blanche c4 · Pion blanc sur case blanche e4 · Tour blanche sur case blanche g4 · Pion blanc sur case noire g3 · Fou blanc sur case noire b2 · Dame noire sur case noire d2 · Pion blanc sur case noire f2 · Pion blanc sur case noire h2 · Tour blanche sur case blanche f1 · Roi blanc sur case noire g1 | Tour noire sur case noire d8 · Fou noir sur case noire f8 · Pion noir sur case noire g7 · Roi noir sur case blanche h7 · Dame blanche sur case blanche e6 · Pion noir sur case blanche b5 · Cavalier noir sur case noire b4 · Tour noire sur case blanche c4 · Pion blanc sur case blanche e4 · Tour blanche sur case blanche g4 · Pion blanc sur case noire g3 · Fou blanc sur case noire b2 · Dame noire sur case noire d2 · Pion blanc sur case noire f2 · Pion blanc sur case noire h2 · Tour blanche sur case blanche f1 · Roi blanc sur case noire g1 | Tour noire sur case noire d8 · Fou noir sur case noire f8 · Pion noir sur case noire g7 · Roi noir sur case blanche h7 · Dame blanche sur case blanche e6 · Pion noir sur case blanche b5 · Cavalier noir sur case noire b4 · Tour noire sur case blanche c4 · Pion blanc sur case blanche e4 · Tour blanche sur case blanche g4 · Pion blanc sur case noire g3 · Fou blanc sur case noire b2 · Dame noire sur case noire d2 · Pion blanc sur case noire f2 · Pion blanc sur case noire h2 · Tour blanche sur case blanche f1 · Roi blanc sur case noire g1 | Tour noire sur case noire d8 · Fou noir sur case noire f8 · Pion noir sur case noire g7 · Roi noir sur case blanche h7 · Dame blanche sur case blanche e6 · Pion noir sur case blanche b5 · Cavalier noir sur case noire b4 · Tour noire sur case blanche c4 · Pion blanc sur case blanche e4 · Tour blanche sur case blanche g4 · Pion blanc sur case noire g3 · Fou blanc sur case noire b2 · Dame noire sur case noire d2 · Pion blanc sur case noire f2 · Pion blanc sur case noire h2 · Tour blanche sur case blanche f1 · Roi blanc sur case noire g1 | Tour noire sur case noire d8 · Fou noir sur case noire f8 · Pion noir sur case noire g7 · Roi noir sur case blanche h7 · Dame blanche sur case blanche e6 · Pion noir sur case blanche b5 · Cavalier noir sur case noire b4 · Tour noire sur case blanche c4 · Pion blanc sur case blanche e4 · Tour blanche sur case blanche g4 · Pion blanc sur case noire g3 · Fou blanc sur case noire b2 · Dame noire sur case noire d2 · Pion blanc sur case noire f2 · Pion blanc sur case noire h2 · Tour blanche sur case blanche f1 · Roi blanc sur case noire g1 | Tour noire sur case noire d8 · Fou noir sur case noire f8 · Pion noir sur case noire g7 · Roi noir sur case blanche h7 · Dame blanche sur case blanche e6 · Pion noir sur case blanche b5 · Cavalier noir sur case noire b4 · Tour noire sur case blanche c4 · Pion blanc sur case blanche e4 · Tour blanche sur case blanche g4 · Pion blanc sur case noire g3 · Fou blanc sur case noire b2 · Dame noire sur case noire d2 · Pion blanc sur case noire f2 · Pion blanc sur case noire h2 · Tour blanche sur case blanche f1 · Roi blanc sur case noire g1 | Tour noire sur case noire d8 · Fou noir sur case noire f8 · Pion noir sur case noire g7 · Roi noir sur case blanche h7 · Dame blanche sur case blanche e6 · Pion noir sur case blanche b5 · Cavalier noir sur case noire b4 · Tour noire sur case blanche c4 · Pion blanc sur case blanche e4 · Tour blanche sur case blanche g4 · Pion blanc sur case noire g3 · Fou blanc sur case noire b2 · Dame noire sur case noire d2 · Pion blanc sur case noire f2 · Pion blanc sur case noire h2 · Tour blanche sur case blanche f1 · Roi blanc sur case noire g1 | Tour noire sur case noire d8 · Fou noir sur case noire f8 · Pion noir sur case noire g7 · Roi noir sur case blanche h7 · Dame blanche sur case blanche e6 · Pion noir sur case blanche b5 · Cavalier noir sur case noire b4 · Tour noire sur case blanche c4 · Pion blanc sur case blanche e4 · Tour blanche sur case blanche g4 · Pion blanc sur case noire g3 · Fou blanc sur case noire b2 · Dame noire sur case noire d2 · Pion blanc sur case noire f2 · Pion blanc sur case noire h2 · Tour blanche sur case blanche f1 · Roi blanc sur case noire g1 | 1 |
|   | a | b | c | d | e | f | g | h |   |

L'échange ou la perte d'un Fou peut rendre faibles toutes les cases de la couleur qui était contrôlée par ce Fou. On parle alors de faiblesse des cases blanches ou faiblesse des cases noires. L'exploitation d'une faiblesse des cases blanches ou noires se fait en échangeant ou prenant le Fou de la couleur en question, puis en plaçant ses propres pièces sur les cases de cette couleur. Avoir toute une faiblesse des cases d'une certaine couleur est habituellement un grand handicap, car les pièces adverses peuvent s'installer sur ces cases impunément. Elles peuvent de là attaquer librement le camp adverse.
Dans la partie V. Inkiov-T. Liberios ci-contre, les Noirs ne souffraient pas encore d'une faiblesse des cases blanches, mais les Blancs en provoquèrent une par 25. Fxf7+! Les Noirs abandonnèrent après 25...Rxf7 26. Dxh7 Dh6 27. Df5+ Rg8 28. Tg6 Dd2 29. De6+ Rh7 30. Tg4 Tc4 31. e4. Voilà un exemple frappant de la puissance de l'analyse en termes de faiblesse des cases d'une couleur.